# Charles VI (roi de France)
Pour les articles homonymes, voir Charles VI.
Charles VI, dit « le Bien-Aimé », et, parfois de manière posthume depuis le XIXe siècle, « le Fou » ou « le Fol », né à Paris le 3 décembre 1368 et mort dans la même ville le 21 octobre 1422, est roi de France de 1380 jusqu'à sa mort. Fils du roi Charles V et de la reine Jeanne de Bourbon, il est le quatrième roi de la branche de Valois de la dynastie capétienne.
Il monte sur le trône à l'âge de douze ans, alors que son père laisse derrière lui une situation militaire favorable, marquée par la reconquête de la plupart des possessions anglaises en France. D'abord placé sous la régence de ses oncles, les ducs de Bourgogne, d'Anjou, de Berry et de Bourbon, il décide en 1388, âgé de 20 ans, de s'émanciper.
En 1392, alors qu'il conduit une expédition militaire contre le duché de Bretagne, le roi est victime d'une première crise de démence, au cours de laquelle il attaque ses hommes en la forêt du Mans. Quelques mois plus tard, à la suite du Bal des ardents où il manque de mourir brûlé, Charles est de nouveau placé sous la régence de ses oncles, le duc Jean de Berry et surtout le duc de Bourgogne Philippe le Hardi.
Dès lors, et jusqu'à sa mort, le roi alterne périodes de folie et de lucidité. Le pouvoir est détenu par ses influents oncles mais aussi par son épouse, la reine Isabeau de Bavière. Son frère cadet, Louis d'Orléans, aspire également à la régence et voit croître son influence. L'inimitié entre ce dernier et Jean sans Peur, successeur de Philippe le Hardi, plonge le royaume dans une guerre civile au cours de laquelle le roi se retrouve successivement contrôlé par l'un ou l'autre des deux partis.
En 1420, après de nouveaux succès anglais et l'assassinat du duc de Bourgogne, alors que les Bourguignons règnent en maître à Paris et s'allient aux Anglais, Charles VI signe avec ces derniers le traité de Troyes, par lequel il déshérite son fils, le futur Charles VII, et marie sa fille au roi d'Angleterre Henri V, qui devient son successeur.
Sa mort, en 1422 à l'âge de 53 ans, quelques mois après le roi d'Angleterre Henri V, ravive la guerre de Cent Ans.

## Naissance et famille
Charles est né à Paris, le 3 décembre 1368 dans la résidence royale de l'hôtel Saint-Pol. Il est l'aîné des fils du roi de France Charles V et de son épouse, la reine consort Jeanne de Bourbon, né après trois filles, prédécédées. En tant qu'héritier du trône de France, Charles fut titré automatiquement Dauphin de France.

## Avènement et régence

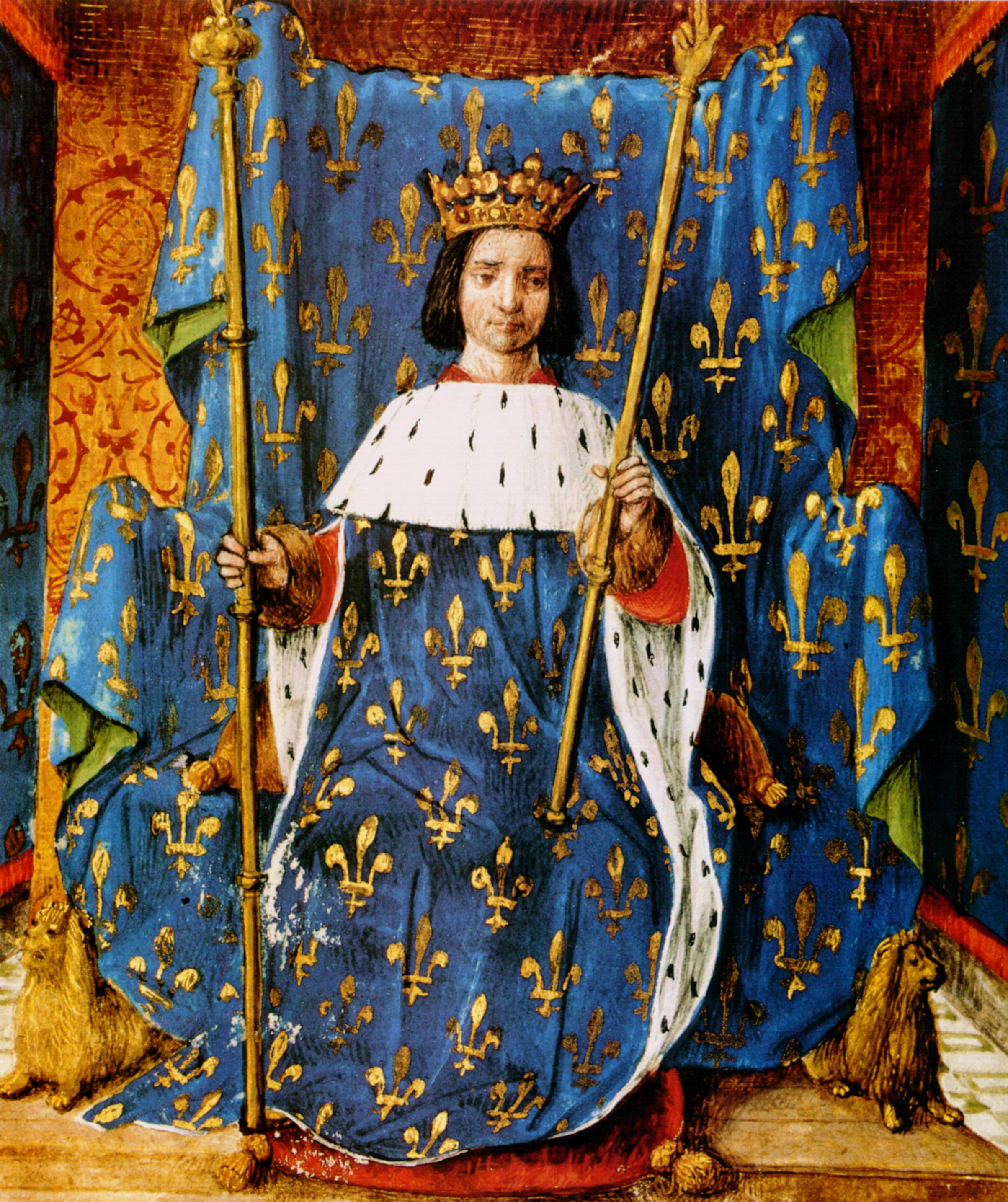
Charles VI en costume de sacre.
BnF, département des manuscrits, ms. Français 2705, C.

Il succède à son père et est sacré roi de France le 4 novembre 1380, dans la cathédrale de Reims. Pendant la minorité du jeune roi, ses oncles Jean de Berry et Philippe II de Bourgogne assurent la régence du royaume avec Jehan Pastoret en tant qu'avocat royal et président du Parlement de Paris. Le 17 juillet 1385, dans la cathédrale Notre-Dame d'Amiens, Charles est marié à Isabeau de Bavière, âgée d'une quinzaine d'années, fille d’Étienne III, duc de Bavière-Ingolstadt, et de Thadea Visconti.

### Premières révoltes

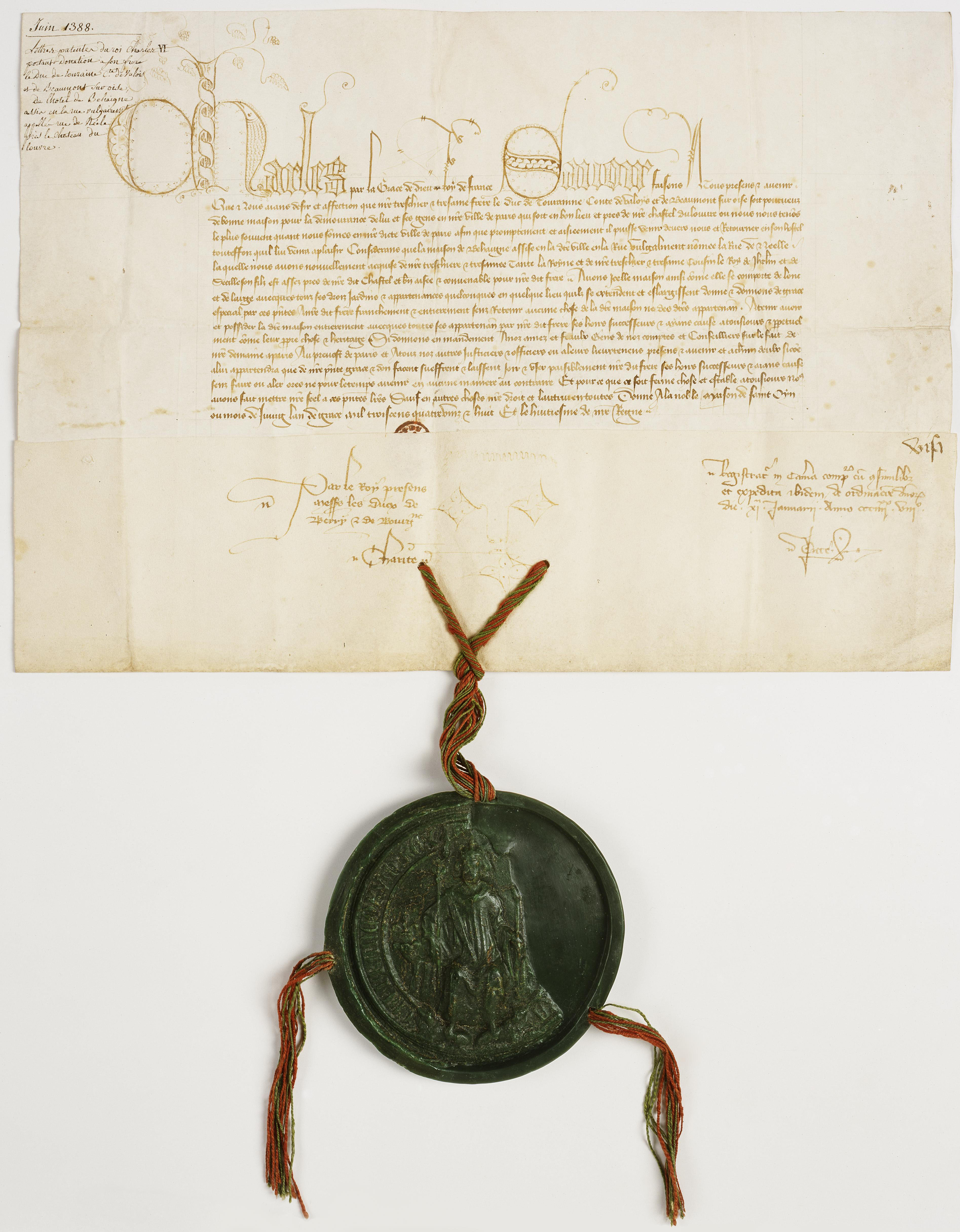
Donation de l’hôtel de Nesle par Charles VI à son frère Louis, duc de Touraine et comte de Valois, le 1er ou le 2 juin 1388 (Archives nationales ; voir transcription sur Wikisource).

Sa minorité est troublée par les querelles des ducs d'Anjou, de Bourgogne, de Berry et de Bourbon, ses oncles, qui se disputent le pouvoir et s'enrichissent sur le dos de la population accablée par le rétablissement d'anciens impôts en janvier 1382. Au mois de février suivant, la ville de Rouen se révolte, les troubles atteignent Paris ; le 1er mars 1382, des révoltés, connus sous le nom de Maillotins, pillent la capitale et tuent les collecteurs d'impôts avec des maillets de fer. Une répression terrible va s'abattre sur les émeutiers dont les meneurs sont décapités ou pendus sans autre forme de procès.
Le 27 novembre 1382, Charles VI prend part à la bataille de Roosebecke, où Olivier V de Clisson bat les Flamands révoltés.

## Gouvernement des oncles

### La régence des oncles

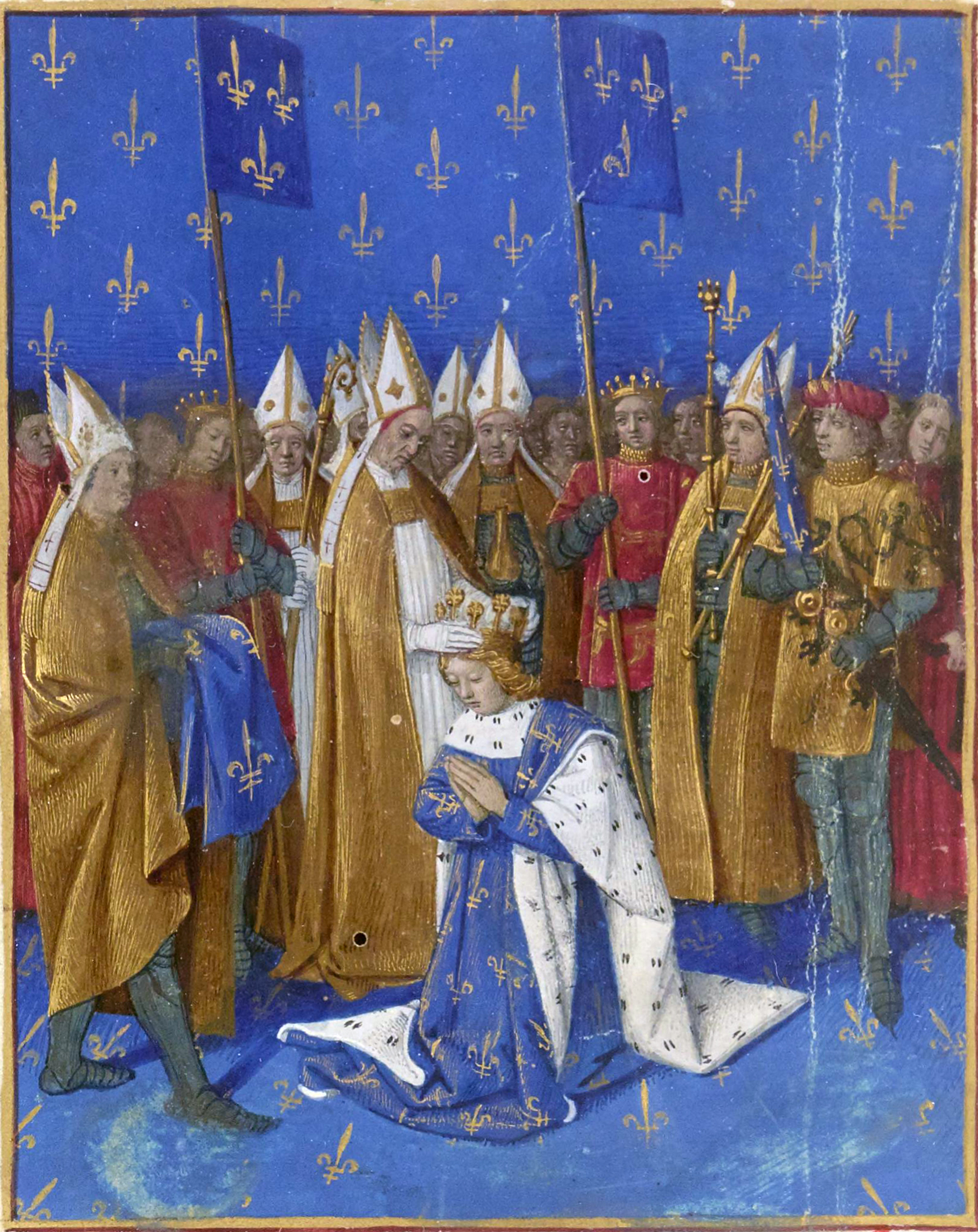
Les oncles font couronner rapidement Charles VI de manière à prendre le pouvoir au détriment des conseillers de.
Jean Fouquet, Les Grandes Chroniques de France, vers 1455-1460.

La politique des apanages a été imaginée comme une décentralisation pour améliorer la gestion des provinces éloignées de la capitale. Ces dernières sont possédées par des familles proches du roi et reviennent à la couronne en l'absence d'héritier mâle, ce qui évite d'en perdre le contrôle après un mariage. Les princes reçoivent leurs finances des impôts permanents récoltés par le roi, ce qui permet à celui-ci de les garder théoriquement sous contrôle. C'est dans cet esprit qu'en 1374 Charles V fixe la majorité des rois à quatorze ans, afin que son fils Charles VI prenne le pouvoir et que l'équilibre ne se rompe. Prévoyant la possibilité que son fils ne soit pas assez âgé pour gouverner, il met en place un système pour que ses frères ne puissent accaparer le pouvoir. La reine a la garde des enfants royaux, mais elle n'a pas le gouvernement du royaume. L'aîné, le duc d'Anjou, a le gouvernement, mais pas les finances. La plus grande partie des revenus royaux est affectée aux enfants et donc à la reine. Tout mariage des enfants ne peut se faire qu'après accord d'un conseil de tutelle comprenant les frères de Charles V, son cousin, Louis II de Bourbon et la reine. Ce conseil est assisté par des fidèles conseillers de Charles V.

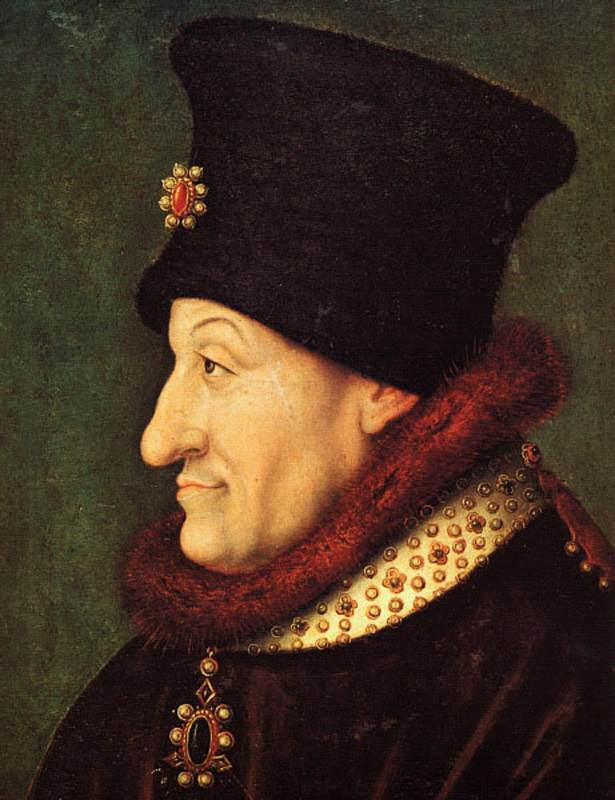
Philippe le Hardi, duc de Bourgogne.
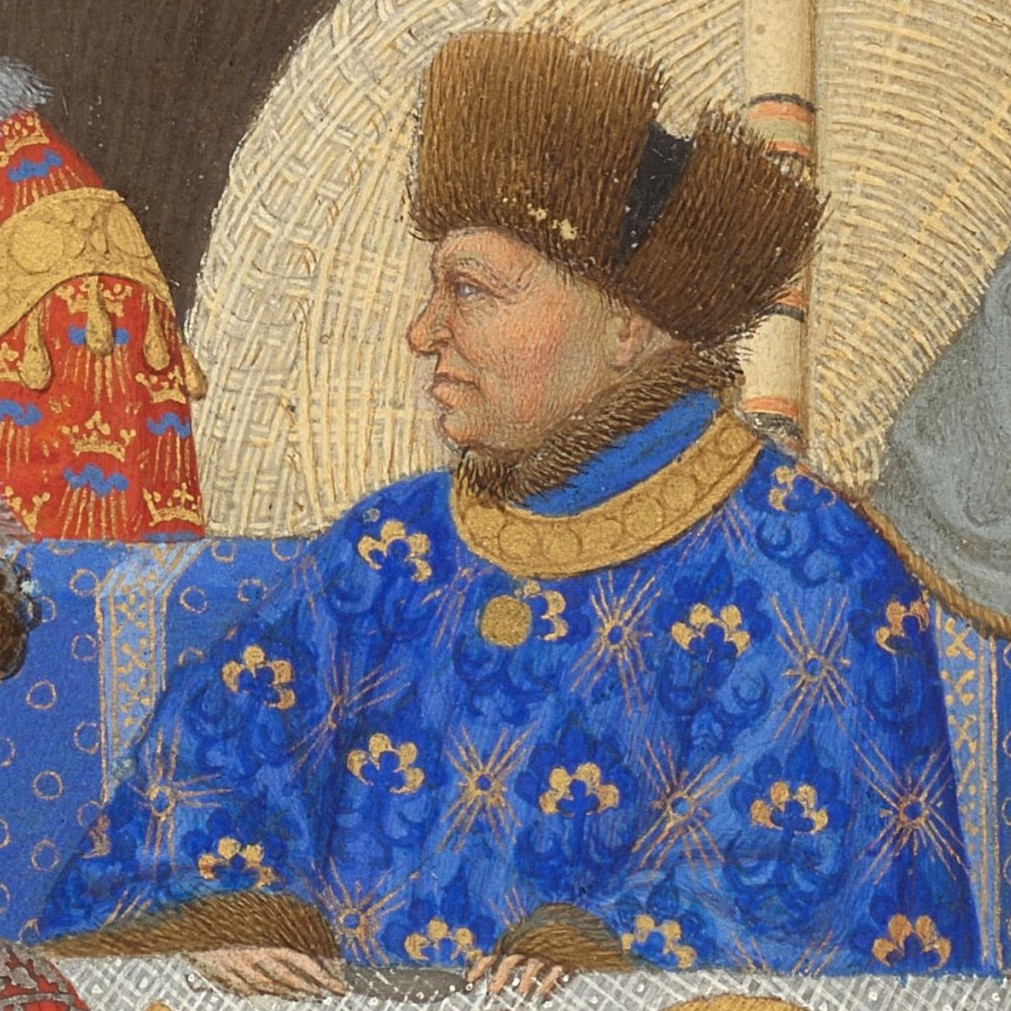
Jean Ier, duc de Berry.
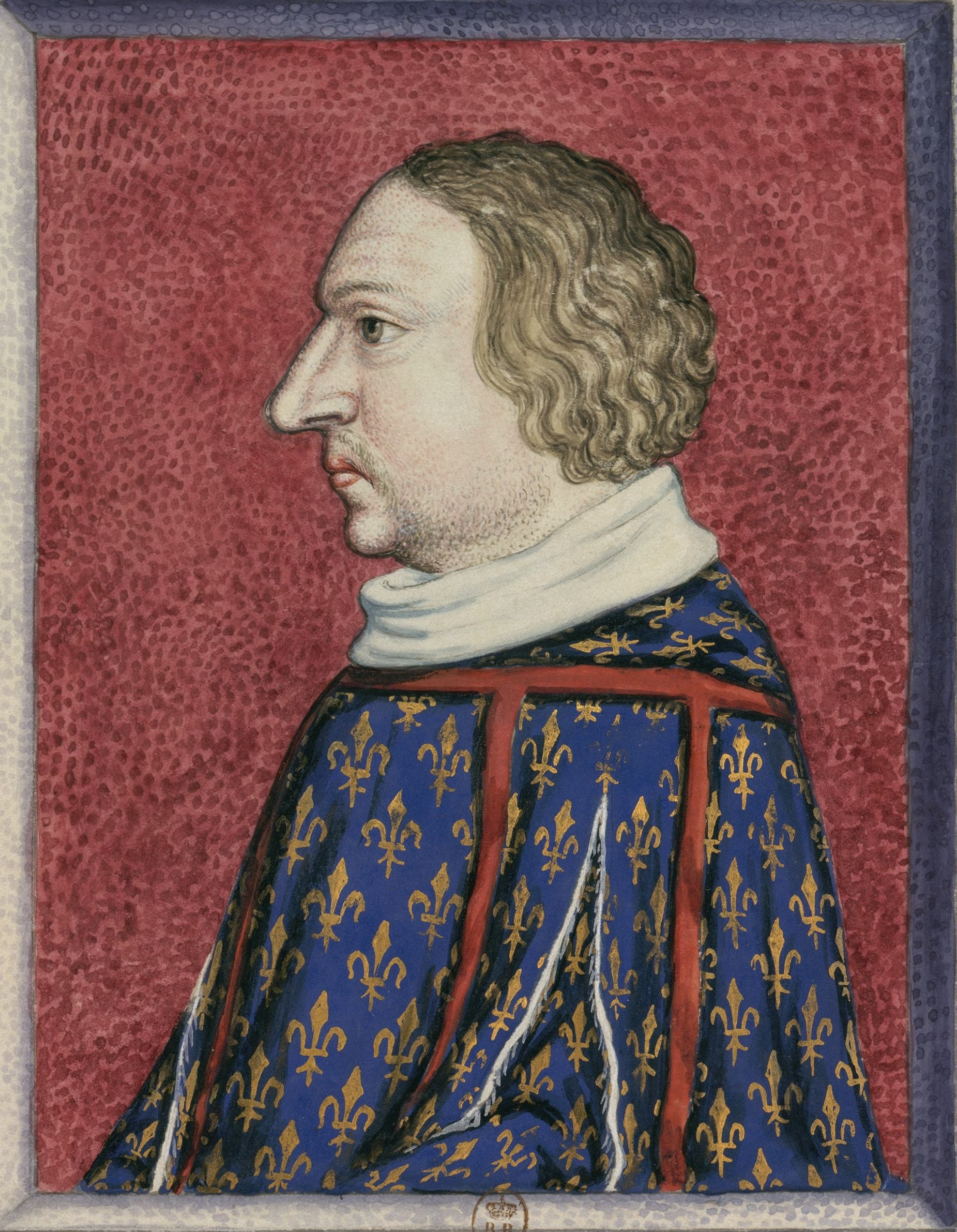
Louis Ier, duc d'Anjou.
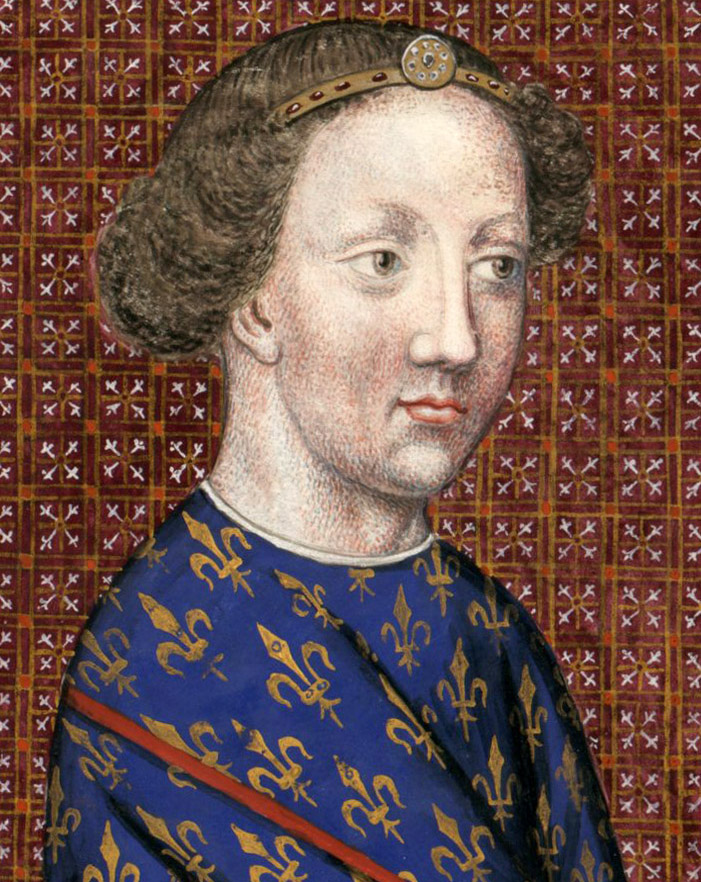
Louis II, duc de Bourbon.

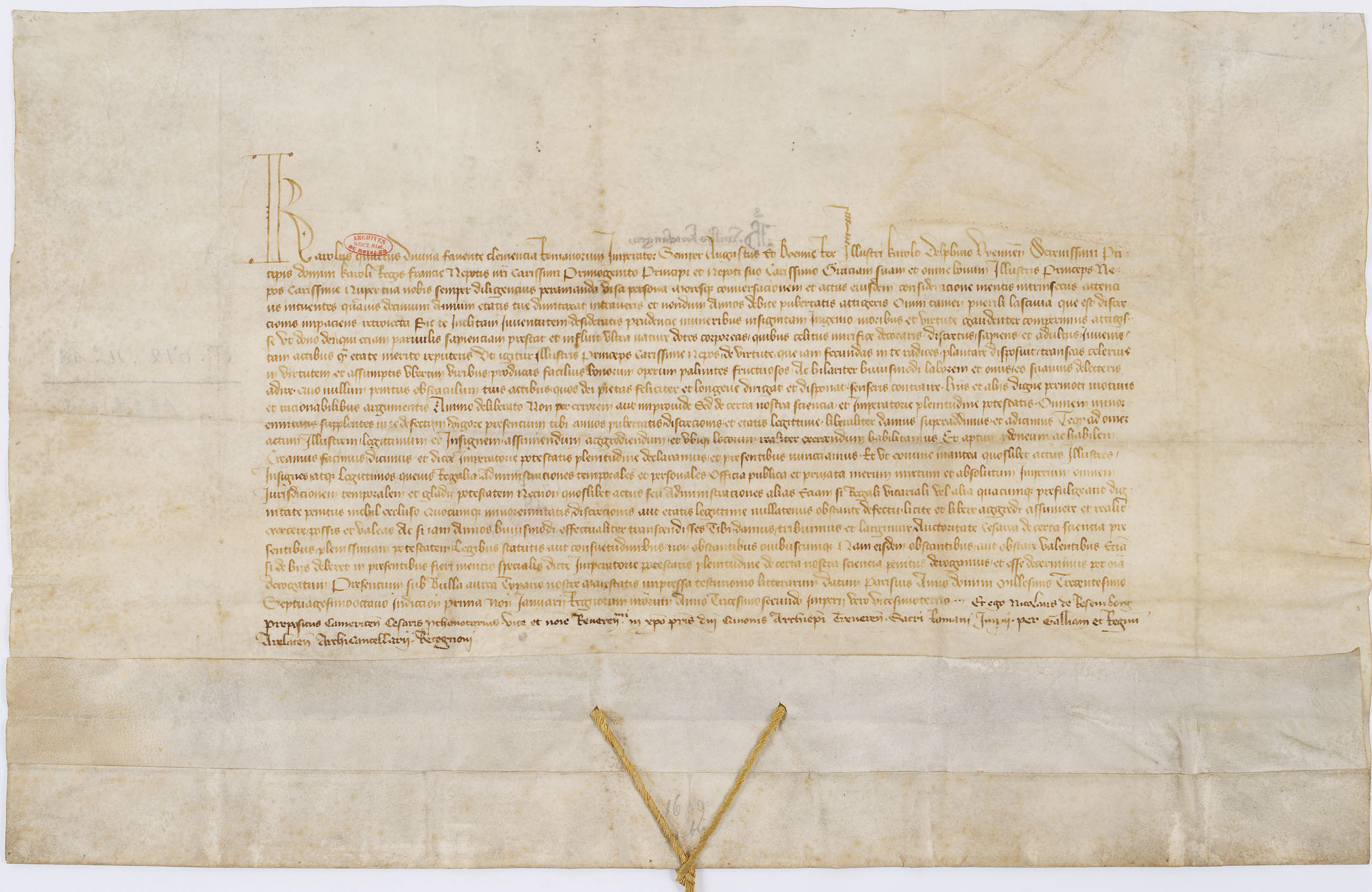
Émancipation par l'empereur germanique Charles IV du dauphin Charles
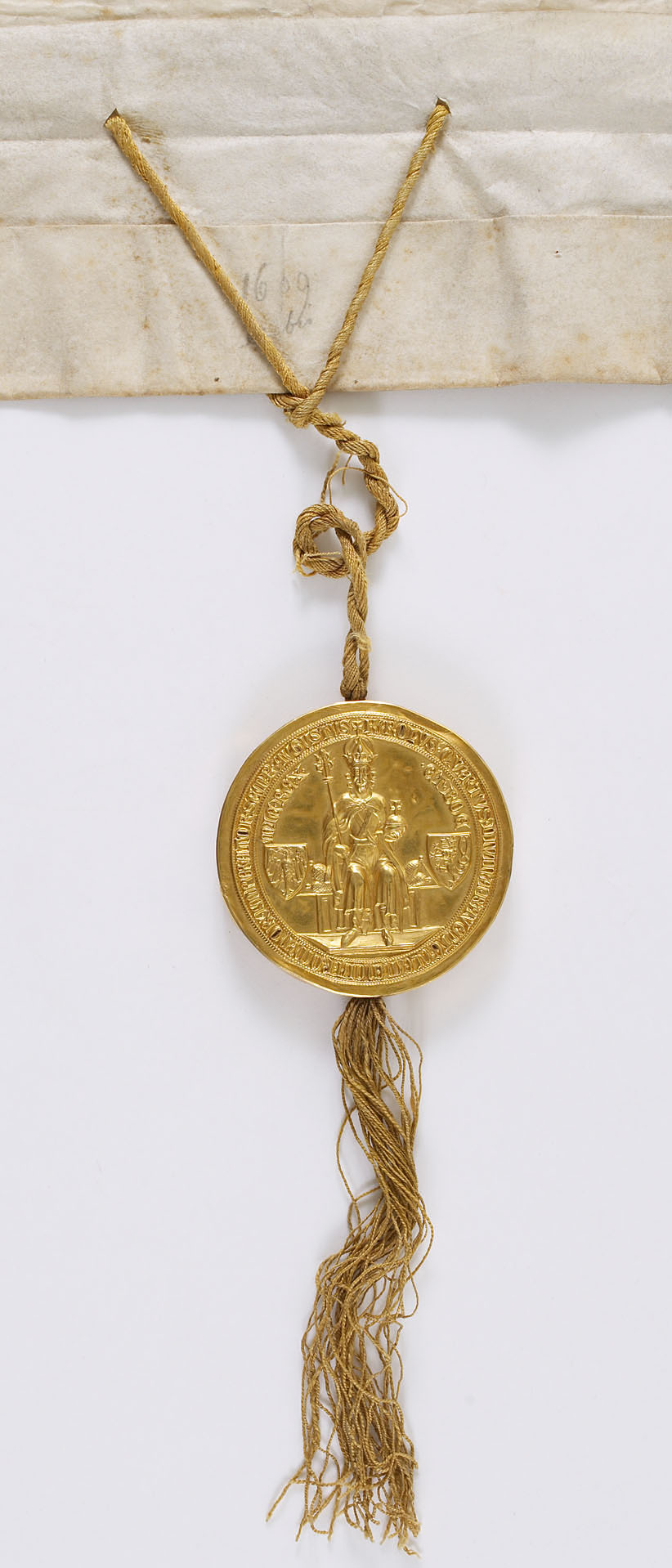

Mais, à sa mort en 1380, son fils Charles VI est mineur. La reine est décédée avant Charles V. Théoriquement la régence aurait dû échoir à Louis d'Anjou et la garde des enfants à Philippe de Bourgogne. Louis se montre gourmand et, usurpant ses prérogatives, détourne le trésor royal par la force. Ses frères et cousins le poussent à faire reconnaître la majorité du roi dès le 2 octobre. Charles VI est sacré le 4 novembre 1380 : la régence n'aura duré que deux mois. Le 30 novembre 1380 est mis sur pied un système collégial de gouvernement. Les oncles ont la direction du Conseil pour lequel ils choisissent ensemble douze membres. Les oncles du roi évincent les conseillers de Charles V et se partagent la régence et donc les recettes fiscales, jusqu'en 1388. Dès lors, leurs principautés deviennent indépendantes de fait. Louis, de par son degré d'aînesse, a la présidence, Philippe le Hardi est occupé par les affaires de Flandre, Jean de Berry doit gérer son immense apanage qui représente le tiers du Royaume. Louis d'Anjou garde donc les mains libres ; cependant Philippe, qui conserve la garde des enfants, a une carte à jouer importante : il peut inspirer au roi la politique à mener.

### Révoltes contre les mesures fiscales

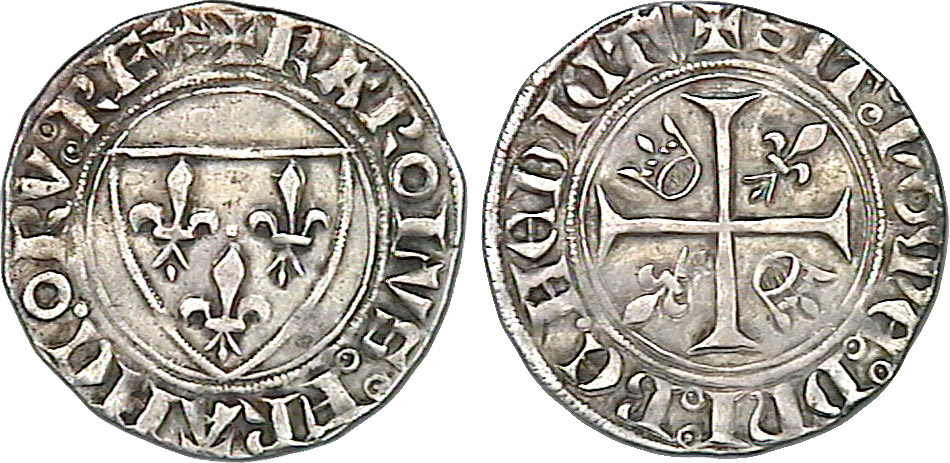
Blanc dit Guénar du règne de Charles VI.

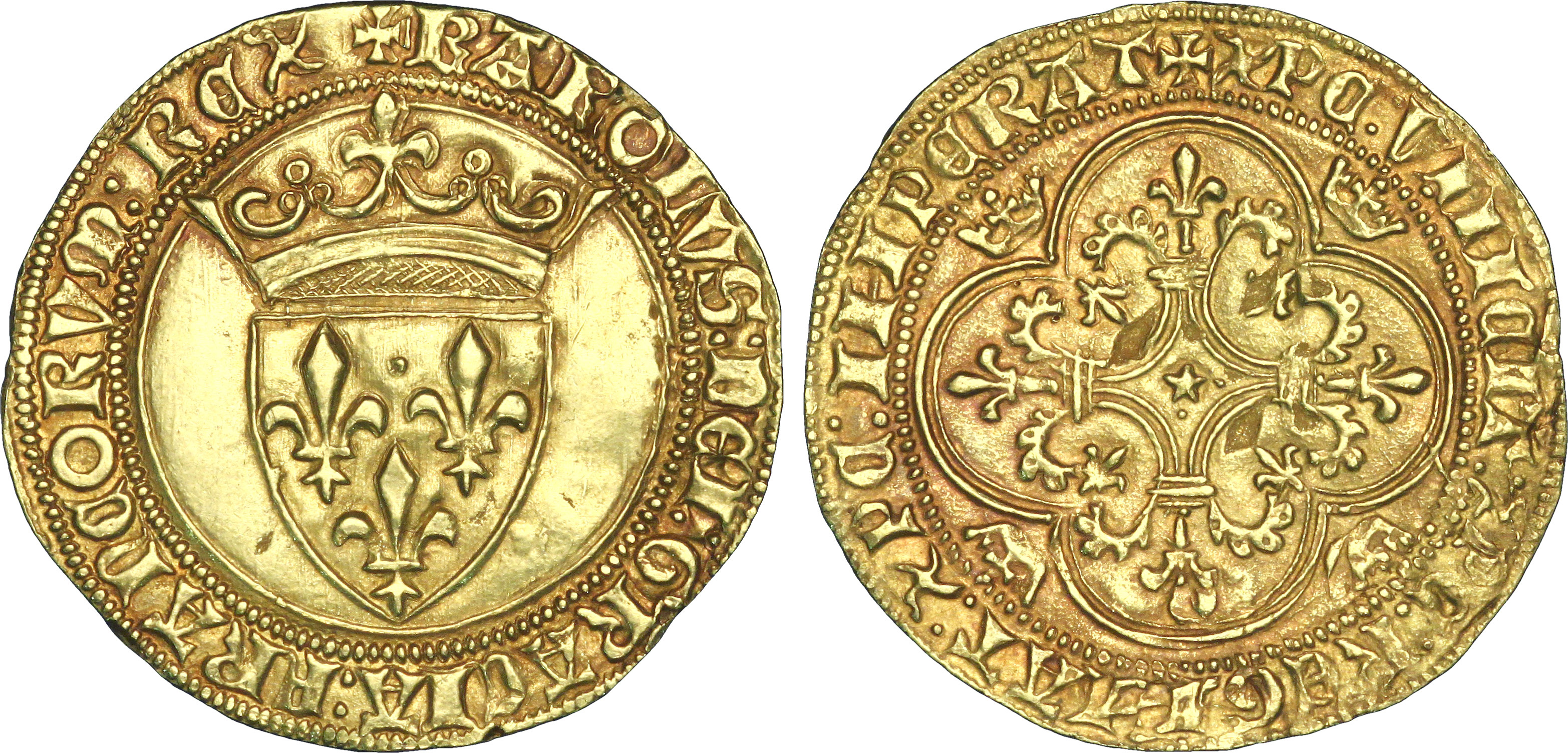
Écu d'or à la couronne du règne de Charles VI.

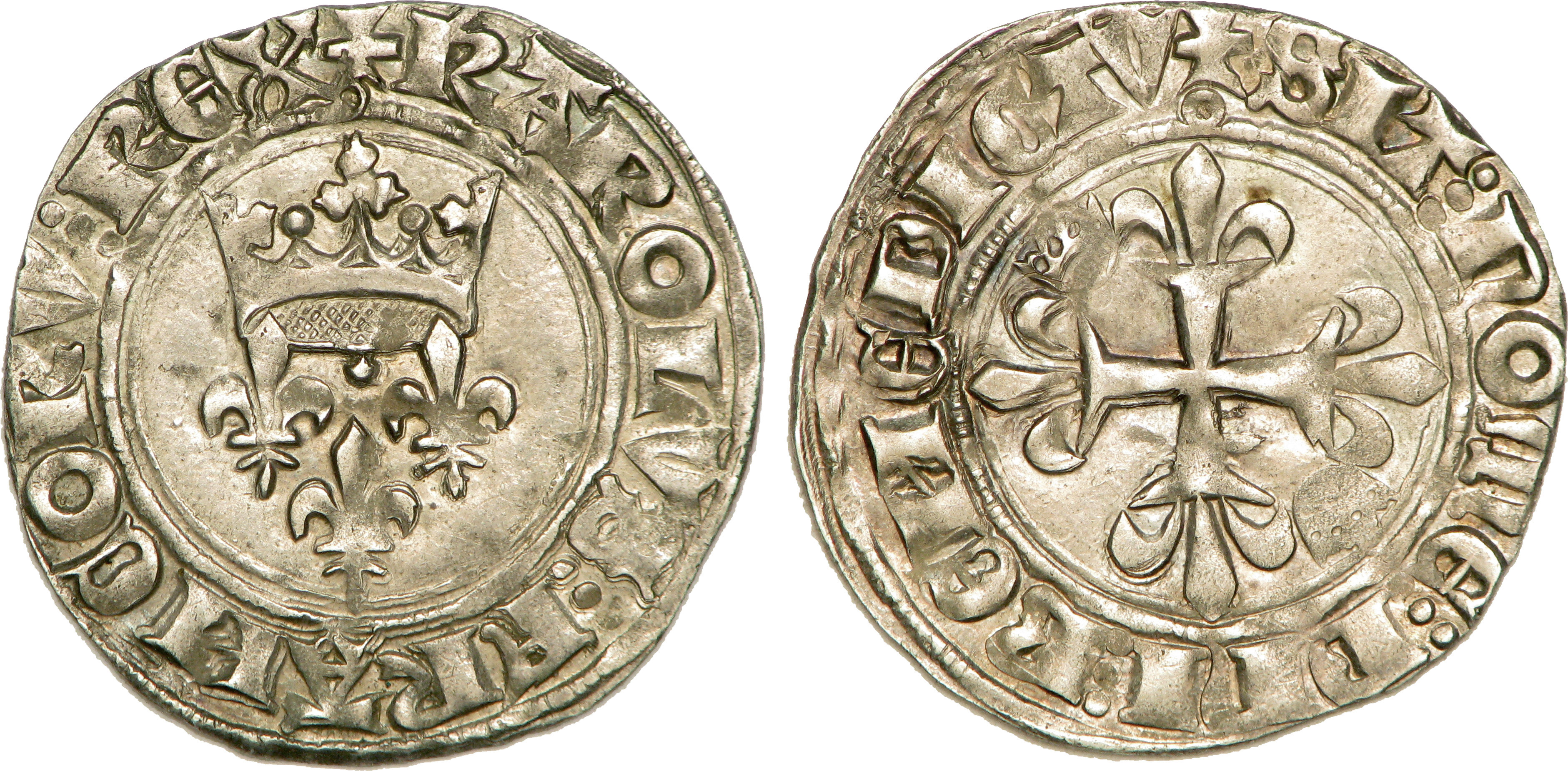
Gros dit « florette » sous Charles VI le Bien-Aimé.

La situation n'est pas facile pour les oncles du roi. Juste avant sa mort, pris de remords, Charles V avait décidé d'abolir les fouages en pays de langue d'oïl. Le peuple comprend la nécessité de l'impôt quand ceux-ci sont au départ justifiés par l'état de guerre en vertu d'une négociation avec les états généraux. Or les Anglais repoussés du royaume de France par Charles V et en proie à de graves troubles internes ne sont pas en état de continuer le conflit. L'impôt n'a plus lieu d'être et le roi et ses oncles doivent réunir les états généraux le 11 novembre 1380. La teneur exacte des débats n'est pas connue, mais, le 16 novembre, le conseil du roi mené par Louis d'Anjou doit publier une ordonnance abolissant tous les impôts créés depuis Philippe IV le Bel. Les exactions sur les fermiers et les Juifs se multiplient, malgré une ordonnance royale, et l'action de la prévôté de Paris. Cependant aucune paix n'a été signée avec l'Angleterre et le conseil argumente que pour prévenir une éventuelle chevauchée anglaise, il faut que le pays verse une aide. Le pays rechigne à l'accepter et les états sont de nouveau réunis en février 1381. Ils consentent à une aide pour la guerre pendant un an à dater du 1er mars 1381, moyennant quoi de nombreuses chartes et privilèges de villes sont confirmés. L'importance de cette aide est laissée à l'appréciation des villes et les entrées fiscales sont très en deçà du train de vie de l'État et des principautés des oncles. Les choses s'aggravent en 1382, quand Louis d'Anjou comprend les difficultés qu'il y avait à gérer les affaires de France et voit l'occasion d'être roi en Italie après son adoption par Jeanne Ire de Naples aux abois. Il fait financer son expédition dans le royaume de Naples par la couronne (60 000 francs sur les aides et 50 000 en faisant fondre la vaisselle royale). Le roi et son conseil n'ont d'autre issue que de rétablir l'impôt sans l'aval des états. L'ordonnance rétablit les impôts indirects le 17 janvier. La levée des aides se fait sur les marchés ce qui est propice à déclencher des émeutes par effet d'entraînement.

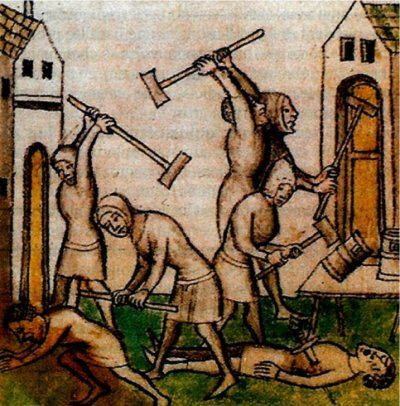
Révolte des Maillotins à Paris.

En quelques jours, des révoltes éclatent partout en pays d'oïl, à commencer par la Normandie. La révolte de la Harelle à Rouen débute le 27 février, le même jour Caen se soulève, puis Falaise, Orléans, Reims, Amiens, Laon… La révolte des Maillotins éclate à Paris le 1er mars. Les émeutiers armés de maillets de plomb s'en prennent aux fermiers généraux et quadrillent la ville. Le duc Philippe de Bourgogne mène les négociations au nom du Conseil du roi. Il accepte la remise en liberté de quatre bourgeois emprisonnés, mais les émeutiers libèrent aussi tous les autres prisonniers de droit commun ou politiques. Les bourgeois parisiens, inquiets de ce que les Maillotins pourraient se retourner contre eux, se décident à négocier. Le mouvement commence d'ailleurs à s'essouffler car Hugues Aubriot, libéré par les émeutiers, a refusé de prendre leur tête. On négocie l'abandon de l'impôt et une amnistie mais pour faire bonne figure le roi fera exécuter quarante Maillotins que ses hommes ont saisis, la ville devant implorer le pardon royal. Mais à la septième exécution la rue fait pression et les derniers Maillotins sont libérés : Charles VI en prend ombrage. Le lien de confiance est rompu entre les villes et le roi et ce sont les rebelles normands qui en font les frais les premiers. Philippe le Hardi organise un cérémonial appliqué une première fois à Rouen mais amené à se renouveler dans toutes les villes qui se sont rebellées. Il s'agit de réaffirmer l'autorité royale par l'entrée en grande pompe de Charles VI dans une ville soumise : les meneurs sont décapités, leurs têtes exposées, les vantaux de la porte de la ville par laquelle entre le jeune roi sont abattus… Rouen voit sa commune confisquée et ses attributions remises à un bailli. Mais malgré ces actes de contritions, les villes continuent à rechigner à verser l'impôt.

### La bataille de Roosebeke

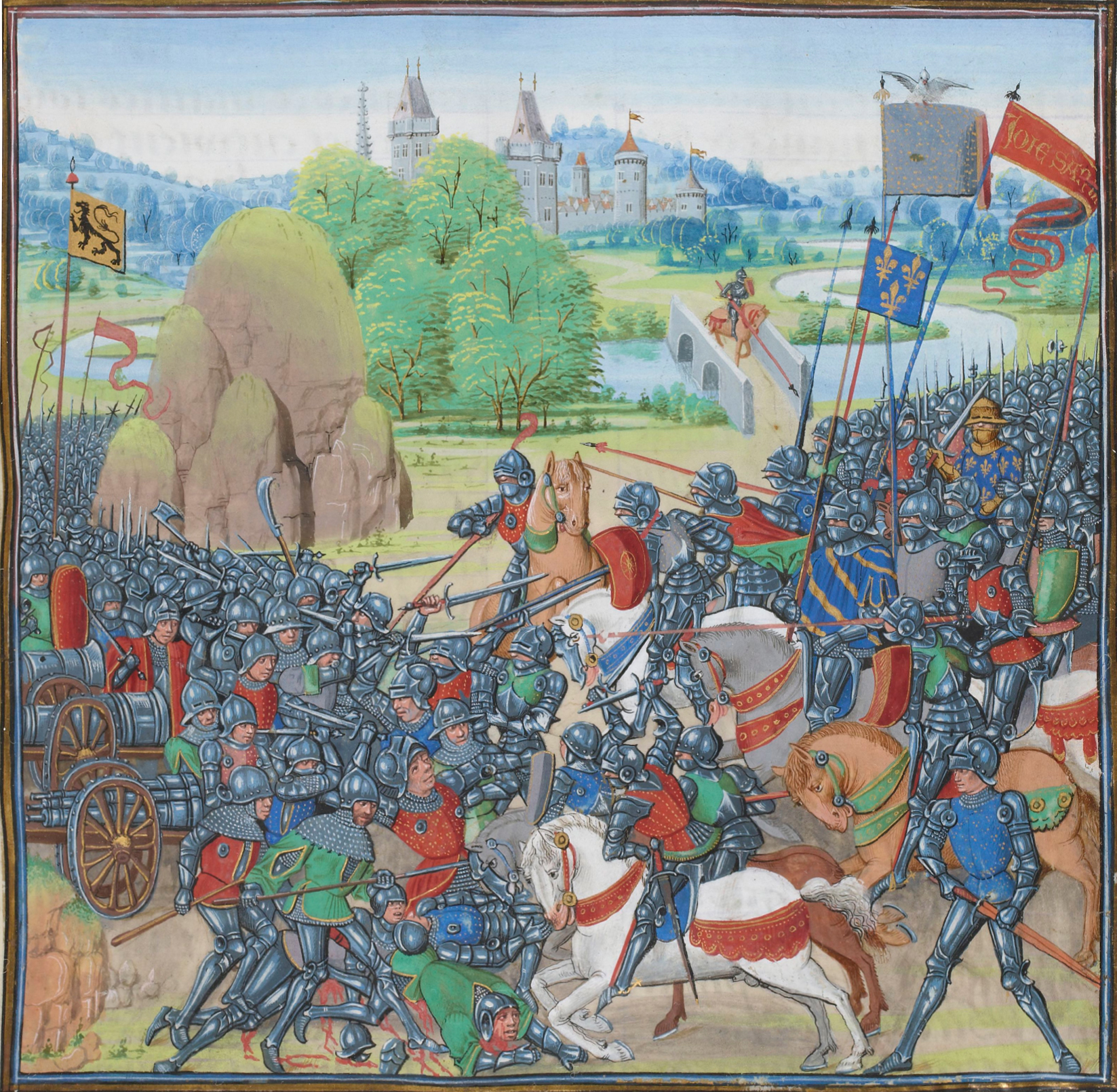
La bataille de Roosebeke
(Chroniques de Froissart, milieu du XVe siècle).

Dans ce contexte de révolte antifiscale généralisée, la Flandre pose un problème aigu : Louis de Male, comte de Flandre, est en butte à la révolte des tisserands gantois (révolte des Chaperons blancs) depuis 1379.
Vaincu à Bruges le 3 mai 1382 par les Gantois emmenés par Philippe van Artevelde, Louis de Male doit se réfugier à Lille. Il fait alors appel à l'aide de son gendre Philippe le Hardi. Ce dernier, en qualité d'héritier présomptif des domaines du comte et donc de la Flandre, a tout intérêt à remettre de l'ordre dans la province. Avec l'aide de son frère Jean de Berry, il convainc facilement son neveu le jeune Charles VI qui a 14 ans et rêve d'exploits militaires, de la nécessité d'une expédition en Flandre. Les états de Bourgogne lui accordent la levée d'un subside de 60 000 francs et la ville de Dijon lui donne un millier d'hommes. Les liens économiques qui lient les Gantois aux Anglais, qui produisent la laine utilisée par les drapier flamands, amènent van Artevelde à tenter de faire jouer l'alliance anglaise nouée par son père au début de la guerre de Cent Ans. Mais le royaume d'Angleterre, est en proie à de graves troubles intérieurs et ne lui apporte qu'un soutien symbolique.
Le problème qui se pose est de vaincre Philippe van Artevelde qui tient tout le comté et qui, à la tête d'une armée de 100 000 hommes, assiège Audenarde, mais qui est sujet du roi de France (financer l'armée nécessaire à une telle expédition nécessite de faire consentir l'impôt, habituellement versé pour faire face à un danger extérieur et certainement pas pour écraser une révolte populaire). Pourtant Charles VI et ses oncles doivent agir car à la vue de la puissance flamande les villes et Paris en tête complotent de se soulever. Les tentatives d'alliance anglo-flamandes, même si elles ont été infructueuses, fournissent un prétexte, même si beaucoup n'y voient qu'une manœuvre du duc de Bourgogne pour reprendre en main son futur héritage. L'Occident est déchiré par le Grand Schisme, du fait de leurs alliances anglaises, les Flamands sont suspects de passer sous l’obédience du pape Urbain VI et Clément VII soutient l'expédition française, ce qui permet d'en faire une croisade.
C'est une armée à la hauteur de l'enjeu qui se met en marche derrière le jeune Charles VI : elle compte au moins 20 000 hommes. Philippe en fait naturellement partie à la tête de 2 000 hommes. C'est surtout une armée expérimentée, invaincue depuis 1369, réorganisée par Charles V. À sa vue, les villes flamandes se soumettent les unes après les autres, payant un tribut qui finance l'expédition. Le but est d'écraser Artevelde en bataille rangée pour rétablir l'autorité royale. Voyant que le pays se dérobe, il se retourne et rencontre l'ost royal à Roosebeke le 27 novembre 1382. Il peut compter sur les piquiers flamands qui, à l'image des phalanges grecques, utilisent l'inertie collective pour renverser les fantassins adverses et leurs longues lances fichées dans le sol pour briser les charges de cavalerie. Certain de sa force, il charge donc frontalement. Mais l'armée française est rompue à ce type de tactique et combat pied à terre, ne gardant qu'une cavalerie modeste placée sur les ailes. Le centre recule mollement encaissant l'impact des piquiers qui sont débordés sur les flancs par la cavalerie française. Si la force des piquiers est leur puissance d'impact frontal, leur faiblesse est la difficulté à manœuvrer pour faire face à une attaque de flanc ou à revers. Les rangs flamands se désorganisent et, cernés, sont complètement écrasés par la contre-attaque. Arteveld est tué, l'esprit de la rébellion est brisé. Les Brugeois négocient leur soumission dès le lendemain moyennant un tribut de 120 000 francs et leur adhésion à l'obédience de Clément VII. Cependant, Charles VI n'assiège pas Gand, ce qui lui permettrait pourtant d'en finir définitivement : ses oncles savent que le siège risquerait de s'éterniser et il faut se prémunir d'une révolte généralisée du reste du Royaume. Une partie de l'armée est licenciée et le reste rentre avec le roi qui compte sur les villes pour acquitter le reste des soldes dues.

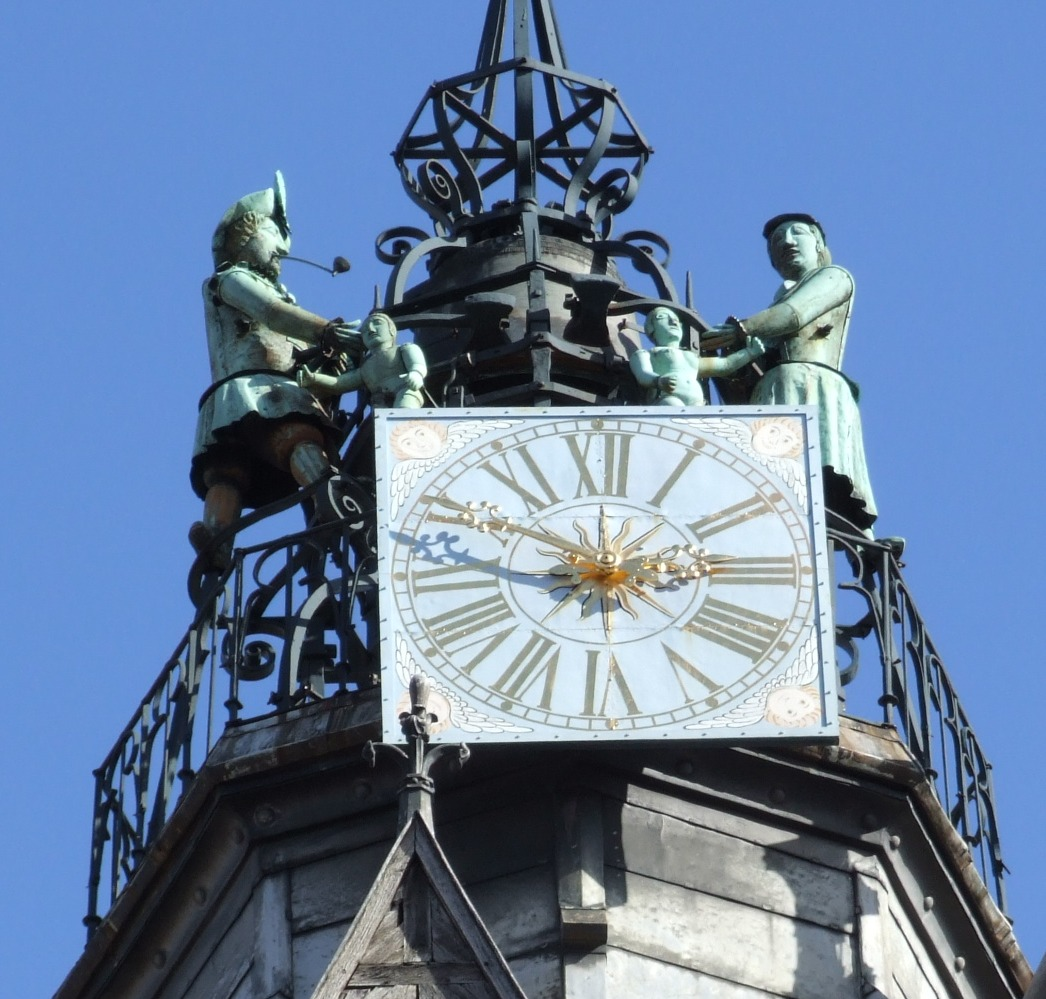
Le Jacquemart de Dijon
Horloge rapportée de Courtrai par Philippe le Hardi après la bataille de Roosebeke.

Avant de regagner Paris, Charles VI tient à montrer sa détermination d'en finir avec la révolte flamande. Il décide de détruire et brûler la ville de Courtrai, laquelle était devenue le symbole de la résistance flamande après la débâcle de la chevalerie française en 1302. 

« Quand le roi eut connoissance qu'en une chapelle de l'église de Notre-Dame de Courtrai, il y avoit au moins cinq cents paires d'éperons dorés, lesquels avoient été aux seigneurs de France morts avec Robert d'Artois, l'an mil trois cent deux, en la bataille de Courtrai, et que ceux de Courtrai faisoient tous les ans, pour ce triomphe une très grande solennité, il dit qu'ils le compareroient (paieraient), et qu'à son partement (départ), il feroit mettre la ville en feu et flamme. »

— Jean Froissart
Louis de Male implore en vain la clémence du roi pour sa ville. Charles VI reste insensible. La population est soumise aux traitements les plus inhumains et la ville livrée aux flammes. Le duc de Bourgogne prit sa part du butin et voulant témoigner sa reconnaissance à sa bonne ville de Dijon fit démonter et transporter à Dijon « un horoloige qui sonnoit les heures, un des plus beaux qu'on sût deçà ni delà mer » nous dit Froissart, ainsi qu'une magnifique tapisserie. Il permit aussi à la ville de porter ses armoiries avec son cri de guerre : « Moult me tarde ». L'horloge que les Dijonnais ont dénommée Jacquemart arriva à Dijon dans les premiers mois de 1383. Josset de La Halle, le mayeur (maire) de la ville la fit placer au-dessus d'une tourelle de l'église Notre-Dame de Dijon, place qu'elle occupe encore de nos jours.

### Restauration de l'autorité royale

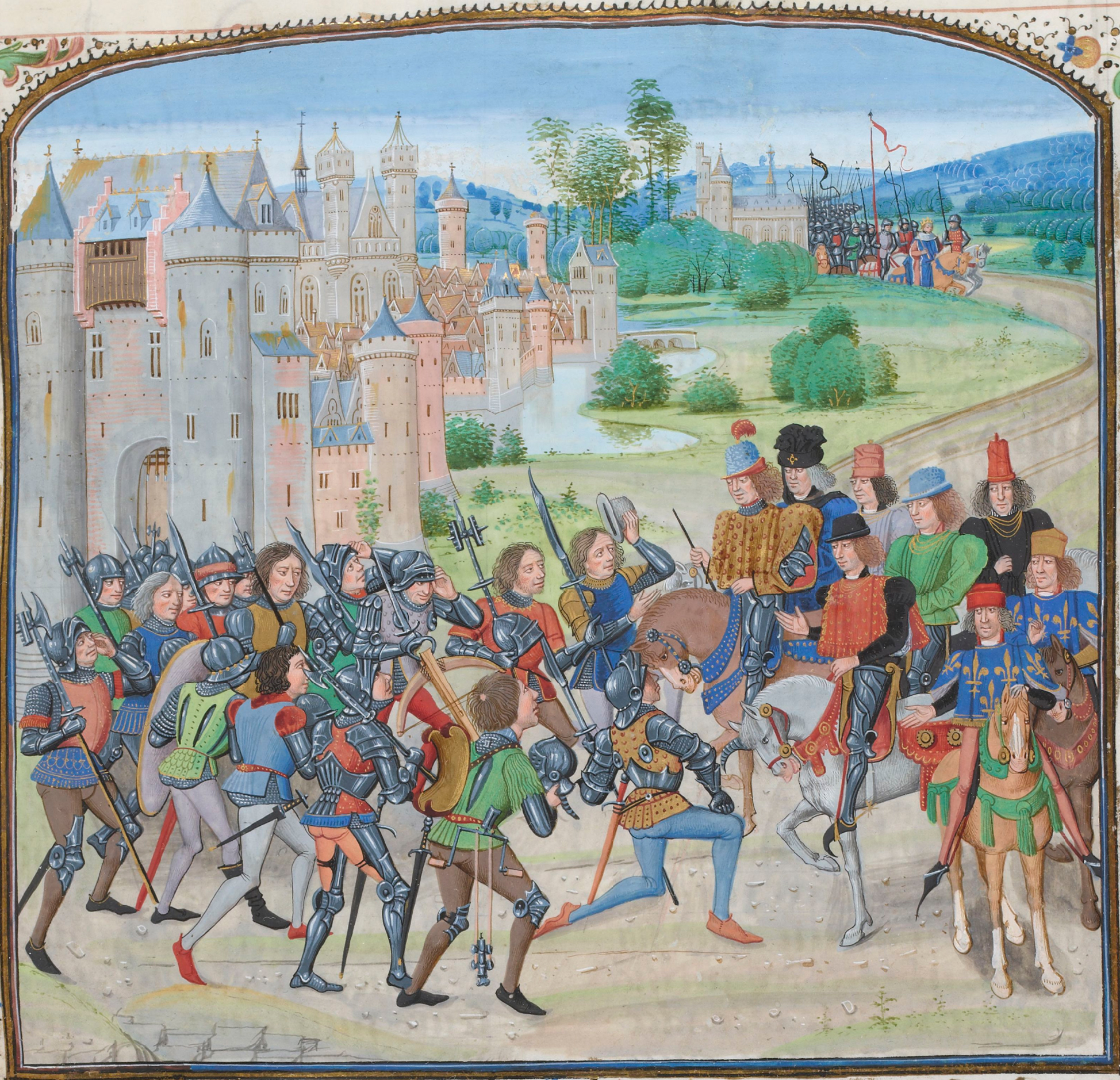
Après la bataille de Roosebeke, Charles VI rentre à Paris à la tête de son armée. Les Parisiens négocient avec ses envoyés les conditions de leur soumission.
(Chroniques de Jean Froissart, milieu du XVe siècle).

Une fois les Flamands écrasés, Philippe le Hardi organise la restauration de l'autorité royale, laquelle passe par la soumission des villes et l'acceptation de l'impôt. À Compiègne, le 4 janvier 1383, le duc de Bourgogne qui parle en maître et en homme d'État, fixe les grandes lignes de la politique royale pour un an. Charles VI soumet donc les villes les unes après les autres en y entrant à la tête de son imposante armée, et ceci en y reproduisant un cérémonial rodé. Après avoir remis l'oriflamme à Saint-Denis, le 10 janvier, le roi fait son entrée dans la capitale le jour suivant. L'armée s'arrête à une demi-lieue de Paris. Seul le roi est à cheval, il entre en ville avec son armée en piétinant les vantaux de la porte Saint-Denis. La troupe investit et occupe la ville qui est donc sous la menace d'un pillage si le roi le souhaite. Les principaux meneurs du complot sont arrêtés et les trois plus importants sont décapités. Le simple cantonnement d'une armée en ville constitue déjà en soi une lourde punition, puisqu'elle se paye en rançonnant les habitants. Celle de Paris dure sept semaines, pendant lesquelles les impositions sont rétablies sans contestation, et les rebelles punis par amendes. Enfin, le 27 janvier la confiscation de la municipalité parisienne est proclamée : le roi met en sa main la prévôté et l'échevinage, les maîtrises de métiers sont supprimées. L'encadrement bourgeois de la ville est remplacé par des institutions dépendant directement du monarque. Les bourgeois convaincus de complot se voient contraints de « choisir entre justice et miséricorde ». La miséricorde consiste en un versement au prorata de la fortune personnelle ce qui permet de remplir les caisses royales. Enfin, le roi consent à pardonner, ce qui se fait le dimanche 1er mars 1383 au cours d'une cérémonie grandiose. Une personne de chaque famille doit être présente au palais tête découverte. La foule y écoute un discours de Pierre d'Orgemont qui détaille en quoi la ville est fautive, puis demande au roi le pardon pour la ville alors que la foule à genoux implore miséricorde. Charles VI accorde alors son pardon.
Ce type de protocole est reproduit dans les grandes villes de langue d'oïl par des généraux-réformateurs envoyés par le Conseil du roi. Rouen est particulièrement châtiée du fait de la révolte de la Harelle : elle doit verser 100 000 francs commués à 60 000 par la clémence royale et elle perd tous ses privilèges économiques. En instituant la libre circulation sur la Seine, le roi retire aux bourgeois normands une grande source de revenus. C'est Paris qui en profite, retrouvant le chemin de la prospérité en moins de deux ans.
Le Languedoc est puni en bloc : consulats et capitoulas sont mis en la main du roi et une amende de 800 000 francs est demandée. En fin de compte et après de longues négociations, les libertés et franchises municipales sont rétablies contre la soumission au roi et seule persiste l'amende. Cependant, la perception de cette taxe nécessite une présence sur le terrain pendant plusieurs années, ce à quoi s'astreint le conseil et en particulier Jean de Berry. Entre le roi et ses sujets du Midi des liens sont enfin noués.

### Croisades en Flandre
Le Grand Schisme qui déchire l'Occident depuis 1378 a aggravé la situation financière de l'Église déjà mauvaise sous les papes d'Avignon : il y a deux Saints-Sièges, avec deux administrations pontificales. Le contrôle de Bruges est un enjeu économique majeur pour les deux papes, car le produit de la fiscalité pontificale en Europe du Nord y transite. Du fait de leurs alliances anglaises, les Flamands sont suspects de passer sous l’obédience du pape Urbain VI d'autant que Louis de Male reconnaît le pape romain. L'expédition française de 1382 soutenue par l'antipape Clément VII et la bataille de Roosebeke qui restaure l'autorité du roi de France sur la Flandre mettent en péril le commerce de la laine anglaise et la fiscalité pontificale romaine.
Dès lors, Urbain VI réagit et fait prêcher la croisade en Angleterre par Henri Despenser, évêque de Norwich. Ce sont les frères mineurs qui se chargent de relayer la campagne sur le terrain : ils flattent l'orgueil national naissant et les Anglais achètent massivement des indulgences pour financer la croisade. Celle-ci est acceptée par le Parlement anglais le 23 février 1383. Henri Despenser débarque à Calais au mois de mai 1383 à la tête de 3 000 hommes. Les Anglais saccagent Gand le 20 mai 1383 et s’attirent l’inimitié des Flamands dont le comte est pourtant urbaniste. Les Anglais occupent Dunkerque, Bergues, Bourbourg, Cassel, Poperinghe et mettent le siège devant Ypres le 8 juin. La ville résiste. Louis de Male rappelle les Français à son secours par le biais de Philippe le Hardi. L'armée royale est convoquée à Arras le 15 août. L'apprenant, Henri Despenser lève le siège d'Ypres et se replie sur Bergues et Bourbourg. Bergues est enlevée par les Français le 8 septembre. La garnison de Bourbourg capitule après une contre-attaque ratée. Gravelines négocie sa reddition pour 15 000 florins. Une trêve est vite obtenue et l'évêque de Norwich regagne piteusement l'Angleterre avec ses troupes (croisade d'Henri le Despenser).

### Prise de possession de la Flandre
À la mort de Louis de Male en janvier 1384, Philippe le Hardi prend en charge les cérémonies qu'il veut fastueuses pour bien marquer la succession. Il entre solennellement avec sa femme Marguerite à Bruges, Ypres, Messines, Dixmude, Damme, Malines et Anvers.
En prenant possession du comté, il n'y trouve qu'une résistance : les Gantois. La trêve, conclue à Leulinghen en janvier 1384 pour une durée de quinze mois, empêche la reprise immédiate des hostilités avec ces derniers mais ceux-ci reçoivent du soutien de l'Angleterre. Au printemps 1385, Philippe instaure l'aide censée financer la guerre contre Gand négociée avec les villes flamandes lors de leur reddition contre un pardon général. Il organise la défense du duché en nommant des gouverneurs du pays de Flandre : Guy de Pontailler, son maréchal, et Jean de Ghistelle, représentant d'un grand lignage flamand. Il laisse des garnisons à Ardembourg, Audenarde, Courtrai, Damme et Termonde. Enfin, il renforce les fortifications du château de Lille et lance la construction de celui de l'Écluse.
Les Gantois, eux, reçoivent un renfort anglais de 100 hommes d'armes et 300 archers. Ils reprennent les hostilités dès la fin de la trêve de Leulinghem en mai 1385. Ils tentent de prendre Bruges et parviennent à occuper le port de Damme. Les Français qui montaient une armée pour débarquer en Angleterre dans le port de l'Écluse marchent contre eux. La troupe commandée par Charles VI et Philippe reprend Damme le 28 août 1385. Mais une nouvelle fois, les Français ne marchent pas sur Gand. Par contre, la ville est isolée, ses voies de ravitaillement sont bloquées et sa population menacée par la famine : il faut négocier. Après plus de six ans de guerre, les Flamands sont las. Philippe sait que son intérêt converge avec celui des bourgeois flamands. Il reçoit donc des envoyés flamands avec lesquels il conclut le traité de Tournai le 18 décembre 1385 qui rétablit la paix dans le comté de Flandre.
La volonté d'apaisement de Philippe le Hardi est évidente dans ce texte où il va plus loin que les demandes des Gantois : il leur accorde son pardon (même à tous ceux qui en Flandre ont été bannis, à condition qu'à leur retour ils jurent de respecter les clauses du traité), il confirme tous leurs privilèges en échange de leur soumission et de leur engagement à être « de bons, loyaux et vrais sujets ». Il sait être conciliant, permettant à chacun de choisir son obédience, ou faisant rédiger les lettres de la chancellerie en flamand. Toute la Flandre lui fait allégeance, ce qui règle le conflit. Il veille, aussi bien dans son action au gouvernement du roi Charles VI de France que dans les conséquences des évènements du grand schisme d'Occident, et aux intérêts économiques des villes drapières. Il bénéficie à ce sujet des conseils d'hommes d'affaires parmi lesquels Dino Rapondi tient le premier rang.

### Prise de possession des biens du roi de Navarre en Normandie
Le comté d'Évreux et le Cotentin, possessions du roi Charles II de Navarre, avaient été occupées par Charles V en 1378. En 1381, Charles VI avait accepté de les restituer à l'infant Charles, fils de Charles II. Toutefois, prenant le prétexte d'une tentative d'empoisonnement perpétrée par les hommes du roi de Navarre, Charles VI confisqua définitivement ces terres le 20 mars 1385.

### Dévaluation du franc

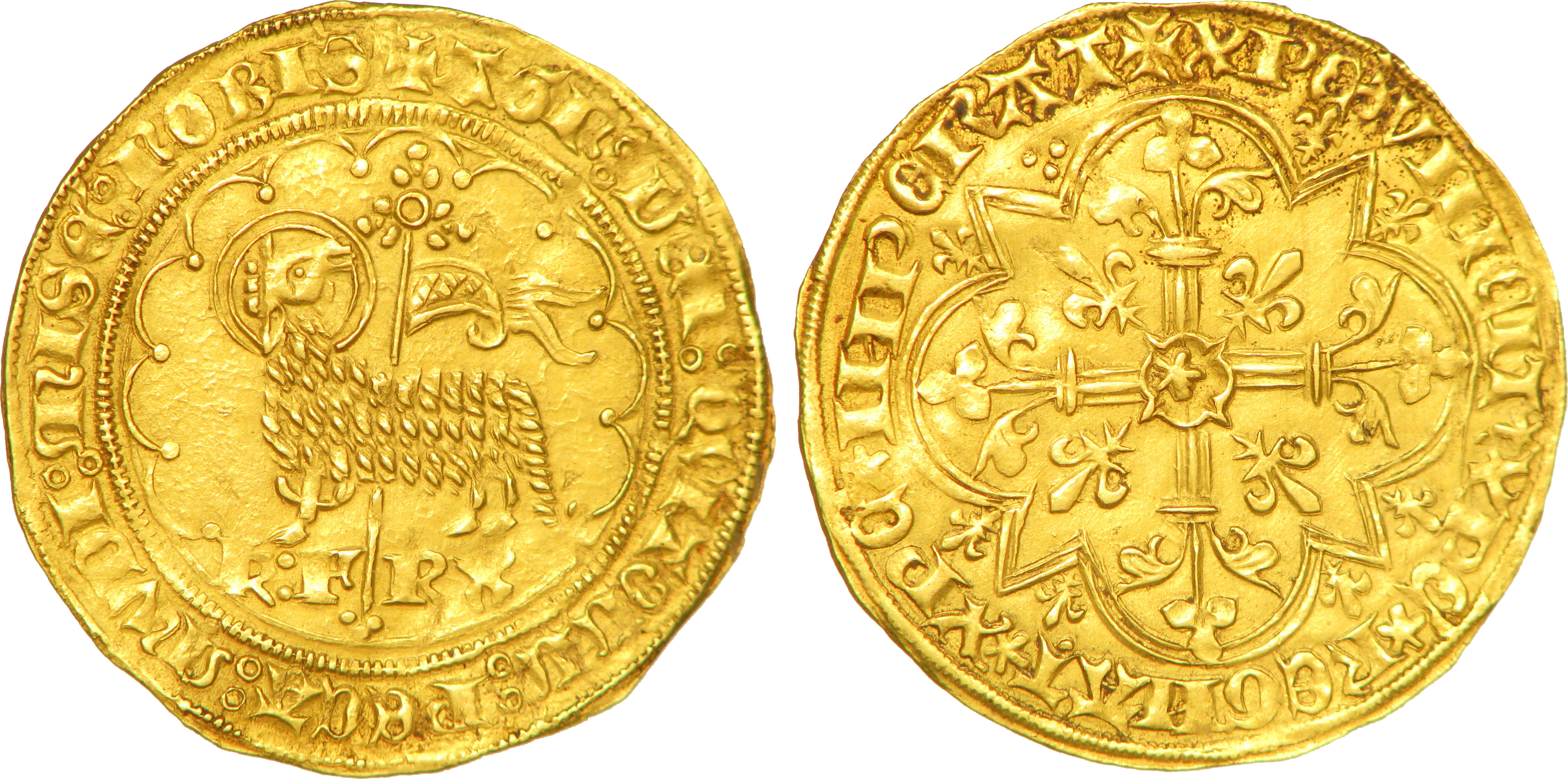
Agnel d'or du règne de Charles VI.

En prenant possession du comté de Flandre, en janvier 1384, Philippe le Hardi sait que pour être accepté par les Flamands, il doit leur rendre leur prospérité économique. Celle-ci dépend en premier lieu des échanges avec l'Angleterre qui est à l'époque le principal fournisseur de laine de l'industrie textile du Nord du Royaume, et celle-ci exige d'être payée en nobles d'or. Philippe fait donc battre des nobles flamands contenant très légèrement moins d'or que la monnaie anglaise. L'effet est rapide : l'économie est relancée et le duc y puise de substantielles plus-values. Au vu de ce succès, le conseil du roi se rend compte des méfaits du franc fort et de la raréfaction de la monnaie sur la circulation des marchandises. En avril 1385, cédant aux pressions des milieux d'affaires, le roi dévalue le franc et augmente le prix du marc de métal précieux. L'effet de cette politique associée au retour de la paix est très favorable, l'économie est relancée. La paix est enfin faite entre les sujets qui ont accepté l'impôt et le roi qui apporte paix et prospérité économique.

### Alliances matrimoniales avec les Wittelsbach

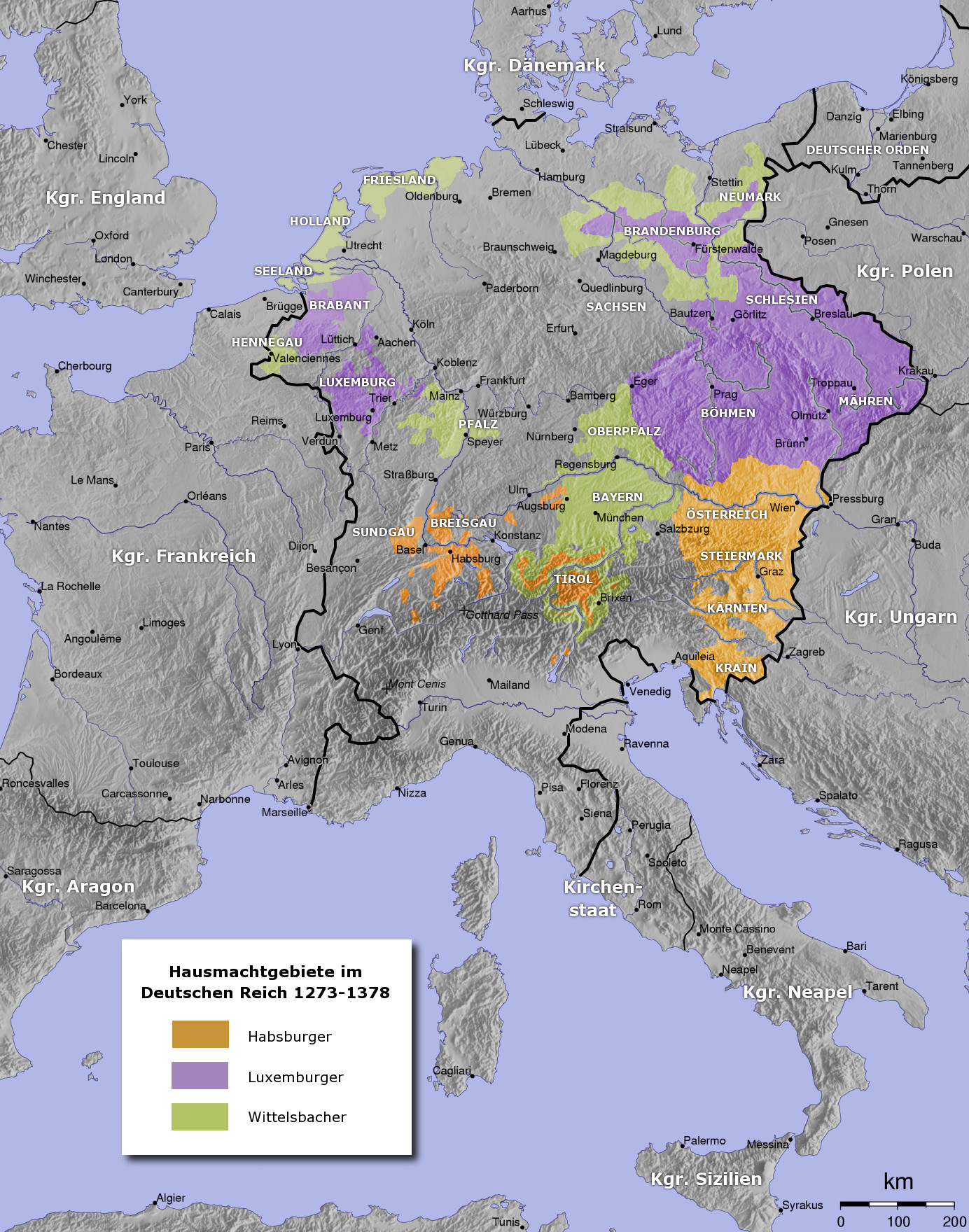
L'Empire aux
Possessions des Wittelsbach.
Possessions des Habsbourg.
Possessions des Luxembourg.

Depuis Saint Louis, la modernisation du système juridique attire dans la sphère culturelle française de nombreuses régions limitrophes. En particulier en terres d'Empire, les villes du Dauphiné ou du comté de Bourgogne (future Franche-Comté) recourent depuis Saint Louis à la justice royale pour régler des litiges. Le roi envoie par exemple le bailli de Mâcon, qui intervient à Lyon pour régler des différends, comme le sénéchal de Beaucaire intervient à Viviers ou à Valence. Les rois de France ont aussi su élargir l'influence culturelle du Royaume en attirant à leur cour la noblesse de ces régions, lui allouant des rentes et se livrant à une habile politique matrimoniale. Ainsi, les comtes de Savoie prêtent hommage au roi de France contre l'octroi de pensions, Jean de Luxembourg, dit l'Aveugle, roi de Bohême, est un habitué de la cour de France tout comme son fils Wenceslas, le futur empereur Charles IV, ce qui permet aux Valois de sceller de précieuses alliances (Charles IV est l'oncle de Philippe le Hardi). Ainsi le royaume de France a pu avancer en terre d'Empire en rachetant le Dauphiné ou en tenant de Jean de Bohême l'autorisation de revendiquer la Provence, ce qu'a fait Louis d'Anjou.
De par son mariage avec Marguerite de Flandre, Philippe règne sur le comté de Bourgogne qui est en terre d'Empire. Ses visées vont alors vers les Pays-Bas. Leur contrôle permettrait d'élargir notablement sa principauté. D'un autre côté la Flandre a beaucoup souffert de la rivalité franco-anglaise et le temps est plutôt à la recherche d'un compromis. Les princes germaniques ne voient pas d'un bon œil les avancées françaises en terre d'Empire, mais d'une part il existe une forte rivalité entre leurs marins et marchands et ceux de Gand ou du royaume anglais et, d'autre part, les princes germaniques sont à la recherche d'alliances puissantes susceptibles de faire basculer l'élection impériale dans leur clan. Les Anglais sont liés (relativement mollement dans les faits) aux Luxembourg par le mariage de Richard II avec Anne de Bohême ; dès lors, il est logique pour les Wittelsbach de rechercher l'alliance française. Enfin, la plus fervente ambassadrice d'une stabilisation des Pays-Bas sous influence française est la duchesse Jeanne de Brabant. Celle-ci est veuve depuis 1383 et l'héritier du duché n'est autre que Philippe le Hardi (il est le mari de la nièce de la duchesse). L'empereur pourrait reprendre le duché plutôt que de le laisser à un étranger mais cela renforcerait les Luxembourg et il n'en est pas question pour Albert de Hainaut qui contrôle la Hollande et le Hainaut qui fait partie de la maison de Wittelsbach. Parallèlement, les Anglais sont peu actifs diplomatiquement, Richard II et son entourage étant plutôt enclins à rechercher la paix avec la France que de remettre le pied dans le bourbier flamand. Son oncle, le puissant Jean de Lancastre, a plutôt des visées en Espagne et se désintéresse rapidement d'une alliance aux Pays-Bas. Dès lors un accord se fait sur un double mariage : Jean sans Peur, le premier fils de Philippe le Hardi, se marie à Marguerite de Bavière, et sa sœur Marguerite de Bourgogne épouse Guillaume IV de Hainaut le premier fils d'Albert Ier de Hainaut. On propose à Charles VI la main d'Isabeau de Bavière (qu'il a choisie sur portrait entre trois prétendantes de la maison de Bavière), le jeune roi est immédiatement séduit et se marie quelques jours à peine après avoir fait sa connaissance à Amiens. Il faut bien noter qu'il ne s'agit pas pour Charles uniquement d'un mariage politique ; le jeune roi est grand lecteur de littérature courtoise et surtout il avait fait savoir que le mariage ne se ferait que si l'élue lui plaisait. Ainsi se noue une solide alliance entre les Wittelsbach et les Valois, ce qui permet de faire entrer tous les Pays-Bas dans l'orbite française mais en particulier permet à Philippe le Hardi d'espérer encore agrandir sa principauté.

### L’affaire de Bretagne
Olivier de Clisson, connétable de France, est l’un des plus fidèles serviteurs du roi de France et de l’État. Depuis Charles V, le connétable est forcément breton : pour pouvoir constituer une armée permanente il fallait rallier les grandes compagnies, dont beaucoup sont constituées de Bretons levés pour les besoins de la guerre de Succession de Bretagne.
De longue date, Olivier de Clisson est serviteur de l’État plutôt que des princes, ce qui en fait l’allié du roi de France et l’ennemi du duc de Bretagne qui y voit l’instrument de l’ingérence française dans les affaires bretonnes permettant potentiellement de retourner une partie des troupes bretonnes contre le duché. De fait Olivier de Clisson est convaincu qu’il fallait en Bretagne comme ailleurs baisser les impôts, ménager les sujets et tenir compte de leur opinion. Il mène cette politique dans ses possessions bretonnes et de Languedoc, qui lui réussit car la baisse des taxes attire de nombreux marchands dynamisant l’économie de ses terres, ce qui lui assure en retour de solides entrées financières.
Il devient de plus en plus populaire et s’attire une solide inimitié de la part de Jean de Berry excédé de voir le connétable contrevenir à sa politique fiscale en Languedoc. Au début de l’été 1387, le duc de Bretagne convoque Olivier de Clisson comme toute la noblesse de Bretagne à un parlement à Vannes où il le fait jeter au cachot. Preuve de la popularité du connétable en Bretagne, le duché est à deux doigts de se soulever à la nouvelle de son enlèvement. Ce dernier ne s’en sort que délesté de 100 000 francs et contraint à un traité désastreux. Le connétable ne reçoit aucun soutien de Philippe le Hardi ou de Jean de Berry, encore régents du royaume et qui ont pris ombrage de son influence sur le roi. De fait quand Olivier de Clisson libéré vient demander justice à Charles VI, ceux-ci lui font mauvais accueil.

### Expédition contre le duc de Gueldre
L’avancée française en terre d’Empire sous la houlette de Philippe le Hardi n’est pas sans inquiéter nombre de princes allemands. Guillaume de Juliers, duc de Gueldre, est un jeune et hardi prince qui s’est fait leur champion. Pour cela, il noue d’étroites alliances avec le roi d’Angleterre et envoie un défi injurieux au roi de France, qui plus est, est en latin. Le duc de Bourgogne a tout intérêt à décapiter ce foyer de résistance aux Pays-Bas et il obtient, non sans mal, que le conseil royal décide l’invasion du duché de Gueldre. Fin août 1388, une armée de six mille hommes, commandée par le roi avec à sa suite ses oncles et son frère, quitte Montereau-Fault-Yonne. Guillaume de Julliers ne reçoit pas les renforts anglais escomptés, mais il peut compter sur les marais qui avec les pluies d’automne vont enliser l’armée française. Celle-ci, au lieu de marcher droit sur l’objectif à travers le Brabant et le Hainaut, fait un large crochet par l’est sur instruction de Philippe de Bourgogne qui veut éviter le pillage des riches terres de la duchesse de Brabant, sa précieuse alliée. La progression est fortement ralentie par les rivières en crue et l’hiver arrivant, le duc de Gueldre peut se soumettre au roi de France à des conditions honorables le 13 octobre 1388 à Corenzich. Les conditions de sa soumission respectent sa fidélité au roi d’Allemagne qui est son seigneur naturel et son serment au roi d’Angleterre. En contrepartie, il s’engage à avertir le roi de France un an à l’avance s’il doit le défier ou lui déclarer la guerre. Sur instruction de Philippe le Hardi, l’armée française doit retraverser les forêts des Ardennes, où elle subit des embuscades de compagnies allemandes frustrées de la bataille dont elles attendaient profit. Le repli se fait vite et le franchissement des rivières, sans prendre le temps de chercher un gué ou de construire des radeaux, coûte la vie à des soldats et des chevaliers, et des chariots de butins sont perdus. Après cette retraite désastreuse, le ressentiment est important en particulier contre le duc de Bourgogne qui en est l’instigateur et le responsable du retard, d’autant que le pays doit se soumettre à la taille à chaque expédition.

## Règne personnel
Charles est entouré et éduqué par d'anciens conseillers de son père. Ceux-ci, comme Philippe de Mézières ou Olivier de Clisson, sont partisans du « bon gouvernement », de la paix, des économies, de la politique intérieure et du souci de l’opinion publique, ce qui est clairement différent de la politique menée par les princes qui utilisent la guerre pour justifier l’impôt.
Le 28 octobre 1388, au retour de l’expédition désastreuse contre le duc de Gueldre qu’il a commandée, secondé par les ducs de Bourgogne, de Berry, de Bourbon et de Touraine, le roi fait son entrée à Reims à la tête de son armée. Toutes les têtes politiques de France se trouvent donc dans la ville du sacre à la Toussaint 1388. La date et le lieu ne sont pas anodins : Charles VI a été sacré à Reims le 4 novembre 1380. Même si la majorité fixée par Charles V est de quatorze ans pour le roi, l’usage de l’époque est de considérer que vingt ans (Charles VI les aura le 4 décembre 1388) est l'âge requis pour qu'un jeune noble soit apte à gouverner ou qu'un jeune bourgeois soit apte à gérer ses affaires. Le 3 novembre, une grande assemblée du Conseil du roi se tient au palais épiscopal de Reims. Le cardinal de Laon, Pierre Aycelin de Montaigut, ancien conseiller de Charles V, demande si le roi n’est pas en âge de se passer de tuteurs. L’archevêque de Reims, les chefs de guerre approuvent et la décision est prise : Charles gouvernera désormais seul. Ce dernier prend la parole et remercie ses chers oncles « des peines et travaux qu'ils avaient eus de sa personne et des affaires du royaume ». Les ducs de Bourgogne et de Berry sont pris au dépourvu et ne peuvent qu’acquiescer, d’autant que Philippe le Hardi est affaibli par le résultat de l’expédition contre le duc de Gueldre. La manœuvre du jeune roi et de ses conseillers au grand jour sous la forme d’un coup d’éclat, permet de marquer la prise de pouvoir par le roi Charles et d’opérer un changement radical de politique, laissant aux oncles la responsabilité de la répression des révoltes et du rétablissement par la force de l’impôt. Charles exonéré de ces contentieux a les mains libres pour prendre en main son royaume.

### Les marmousets
Au début de son règne, il confie le gouvernement à d'anciens conseillers de son père, comme Bureau de la Rivière, qui seront appelés les Marmousets.

### La démence du roi
En 1392, Charles a vingt-quatre ans, il marche contre Jean IV, duc de Bretagne, qui donne asile à Pierre de Craon, l'homme qui a tenté d'assassiner le connétable Olivier V de Clisson. Comme il entre dans le Mans, par une chaleur accablante, un vieillard en haillons apostrophe le roi en ces termes : « Ne chevauche pas plus avant, noble roi, tu es trahi ! ». Malgré la fréquence de ce genre d'apparitions à la cour, le roi n'en demeure pas moins troublé, peut-être non sans raison : il ne se distingue guère des autres grands qui l'accompagnent et sa ressemblance avec son frère Louis d'Orléans présent est notable. Selon Froissart, le 5 août 1392, au sortir d'une forêt au sud de la ville du Mans, alors que le soleil écrasant et la fatigue de l'étape plongent l'escorte dans la somnolence, un page s'endort et laisse tomber sa lance sur le casque d'un second. Le fracas réveille Charles, qui entre alors dans un état de folie frénétique. Il dégaine son épée et crie au complot en attaquant son escorte. Le duc d'Orléans s'enfuit. Le roi est finalement maîtrisé après avoir tué quatre hommes. Charles est lié sur un chariot et perd connaissance, sa mort ne fait alors aucun doute parmi les nobles de la cour. Il reste inconscient deux jours, puis il se rétablit. 
Le règne de Charles devient alors une alternance de périodes de folie et de rémission durant lesquelles il s'efforce de gouverner. Il est cependant persuadé qu'il est fait de verre,,. Il se fait alors transporter dans un char rempli de coussins tiré par des bœufs. Il prend toutes les précautions possibles pour éviter de se « briser » : il ne monte plus à cheval et cesse de marcher. Cette crise n'est que passagère mais d'autres accès de folie surviendront.
Les épisodes de folie seront nombreux, jusqu'à 1422, date à laquelle il meurt. Dans son livre sur Charles VI, Bernard Guenée établit une liste non exhaustive des crises de folies du roi à partir de la chronique du religieux de Saint Denis : il en compte 52 jusqu'à la fin mars 1416 et une crise très prolongée de mai 1419 à décembre 1420, ensuite rien n'est mentionné jusqu'à la mort du roi.

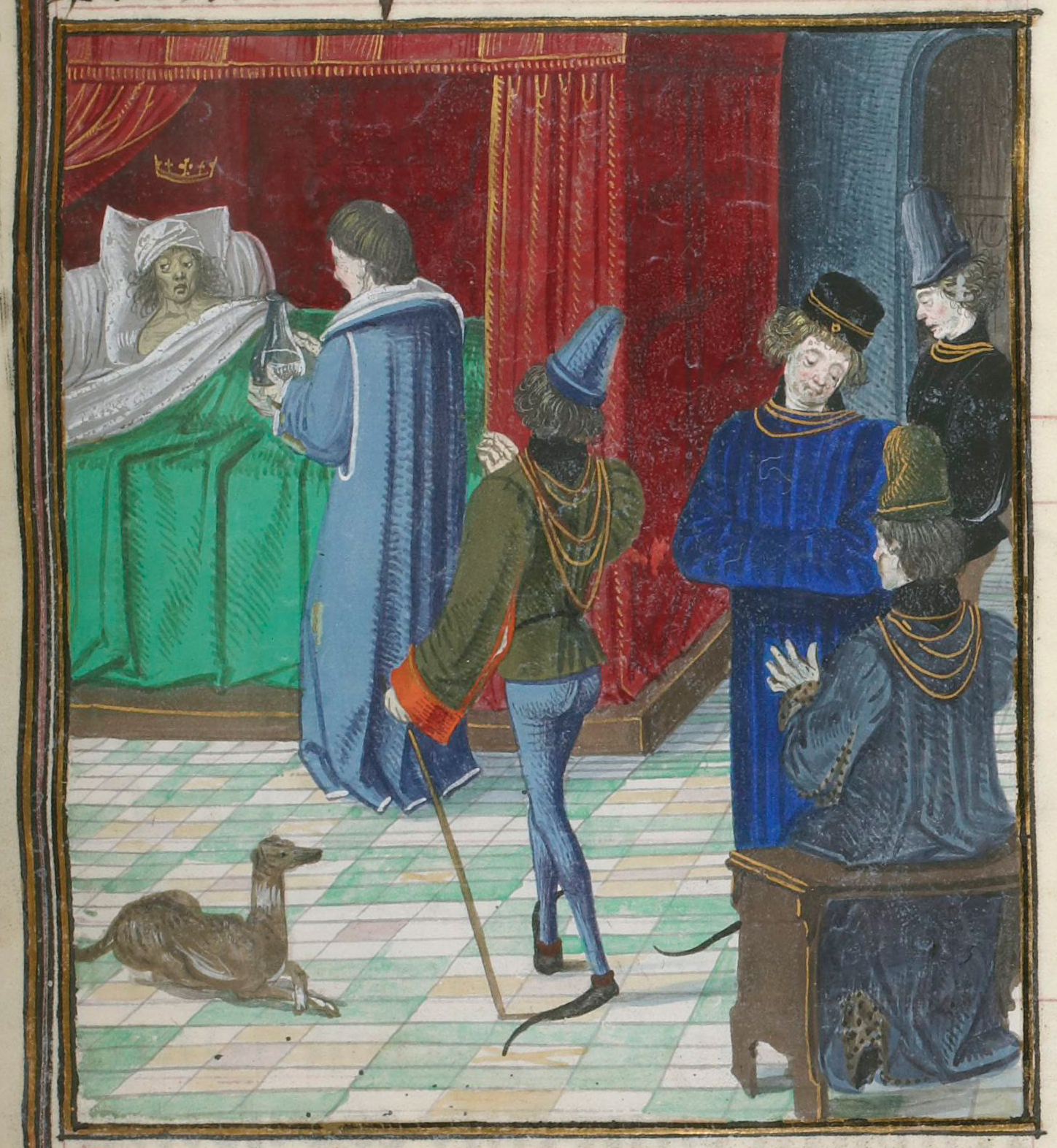
Charles VI alité et son médecin.
Miniature, vers 1470-1475, Paris, BnF, département des manuscrits, ms. Français 2646, 164.

Aujourd'hui encore, la définition de la maladie du roi divise les spécialistes. Un examen paléopathologique suggère un diagnostic rétrospectif de bouffée de délire paranoïaque, puis de schizophrénie (Deblauwe (2013) étaye cette dernière hypothèse de façon détaillée). Pour d'autres, la consanguinité entre les parents du roi (Charles V n'était autre que le petit-cousin de son épouse Jeanne) pourrait être également à l'origine de ses troubles psychiatriques, ainsi que de la fragilité de ses frères et sœurs, de sa mère Jeanne de Bourbon (sujette à des crises de psychose amnésique), de son oncle Louis de Bourbon (qui a souffert de « mélancolie ») et de son trisaïeul Robert de Clermont (qui a manifesté des signes de folie). Les études les plus récentes le considèrent atteint d'un trouble bipolaire, caractérisé par la succession d'épisodes d'excitation et de périodes de mélancolie, et par les moments de lucidité et la « détérioration mentale » des dernières années,,.
Pour guérir le roi, certains nobles de la cour font venir des sorciers. Les seigneurs dépensent beaucoup d'argent pour les entretenir, sans résultat. Sous l'influence de l'Église, la faculté de théologie prend des mesures pour condamner ces pratiques.

### Le Bal des ardents

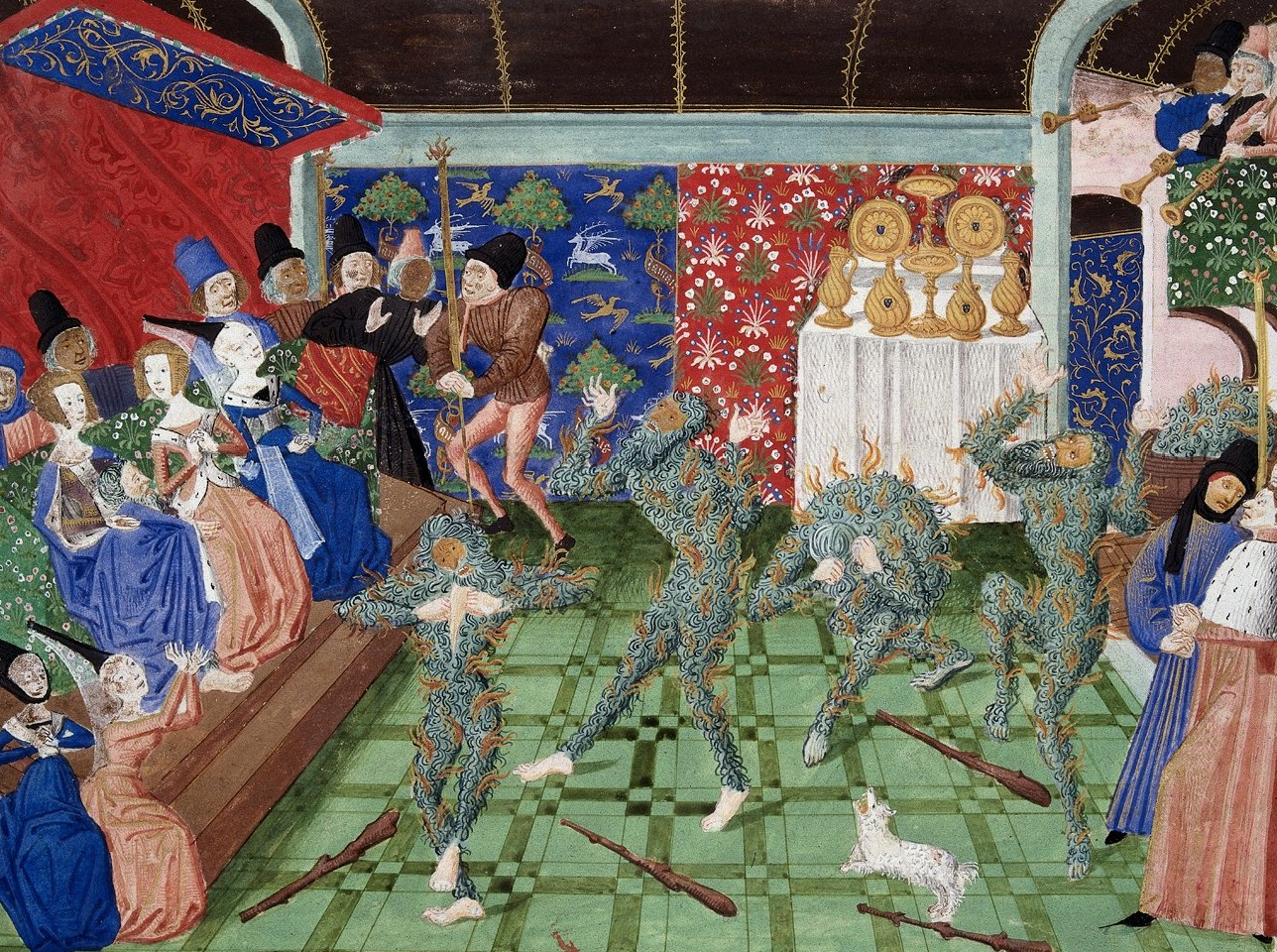
Le Bal des ardents, miniature du XVe siècle.

En 1393, à l'occasion du mariage de son amie Catherine l'Allemande, la reine Isabeau de Bavière, épouse de Charles VI, ordonne un bal masqué pour distraire le roi. Charles VI et cinq seigneurs se déguisent en « sauvages » hirsutes et s'enduisent le corps d'étoupe et de poix, matières hautement inflammables.
La fête bat son plein et, pour mieux voir les danseurs, le duc d'Orléans approche une torche, mettant le feu aux costumes. C'est la confusion et, tandis que la reine perd connaissance, la duchesse de Berry a le réflexe d'envelopper le roi dans sa longue robe. Ainsi, elle l'empêche de se mouvoir et étouffe les flammes. Quatre autres danseurs périssent. Cet épisode affecte fortement le roi.

## Fin de règne

### Guerre civile entre Armagnacs et Bourguignons
Devant l'incapacité du roi à gouverner, ses oncles reprennent leur régence. Parmi eux, le duc de Bourgogne Philippe le Hardi concentre les pouvoirs. Le duc Louis d'Orléans, frère du roi (dont le fils aîné, Charles d'Orléans, épousera Bonne d'Armagnac, fille de Bernard VII), revendique plus de place dans le Conseil et l'obtient peu à peu, surtout après la mort de l'influent duc Philippe de Bourgogne. Se voyant écarté du pouvoir, le fils de celui-ci, Jean sans Peur, fait assassiner le duc d'Orléans le 23 novembre 1407. Cet assassinat est à l'origine de la guerre civile entre Armagnacs et Bourguignons qui s'achèvera par la victoire des premiers puis l'annexion du duché de Bourgogne au domaine royal en 1477.

### Traité de Troyes

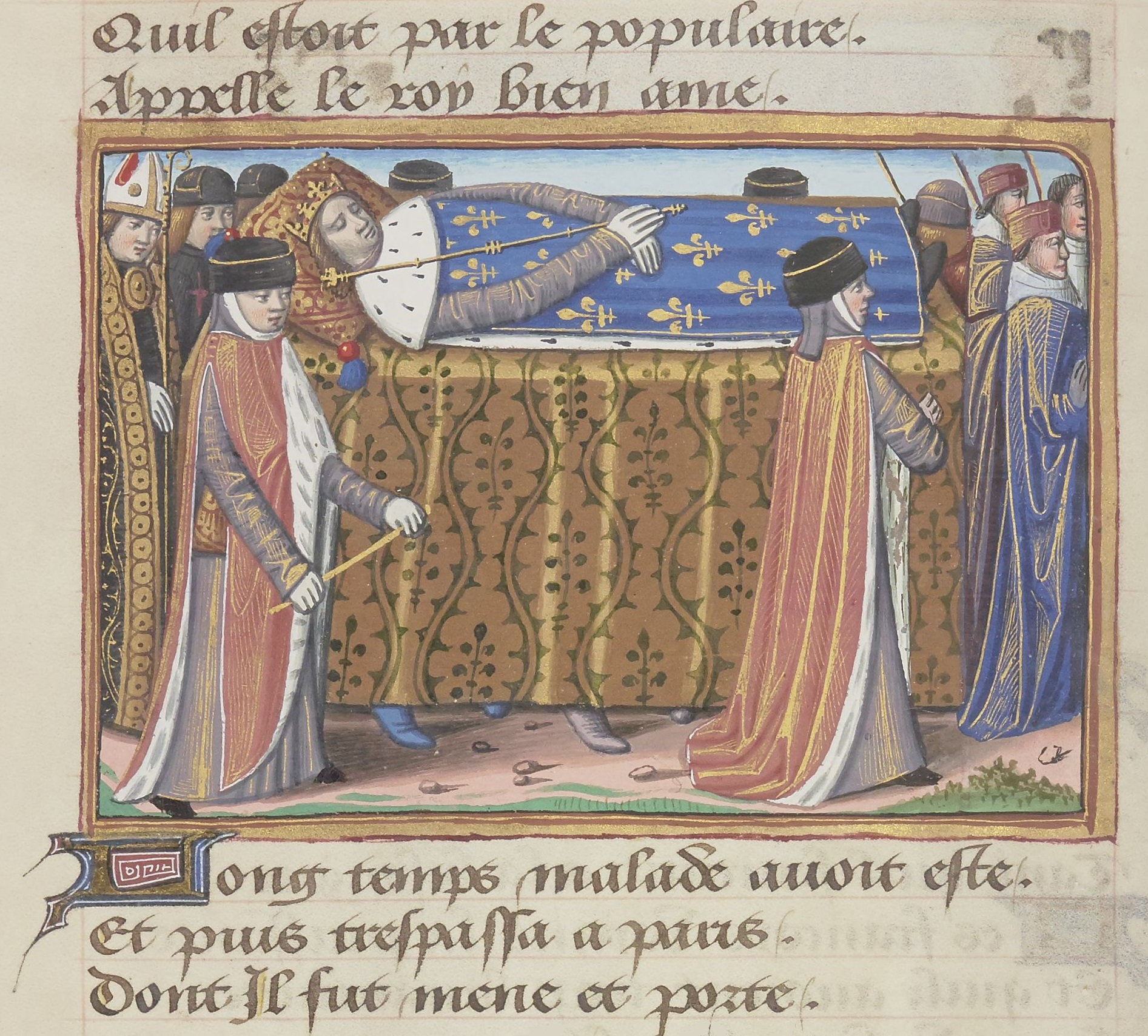
Cortège funèbre de Charles VI.
Miniature extraite des Vigiles du roi Charles VII de Martial d'Auvergne, fin du XVe siècle, Paris, BnF, département des Manuscrits.

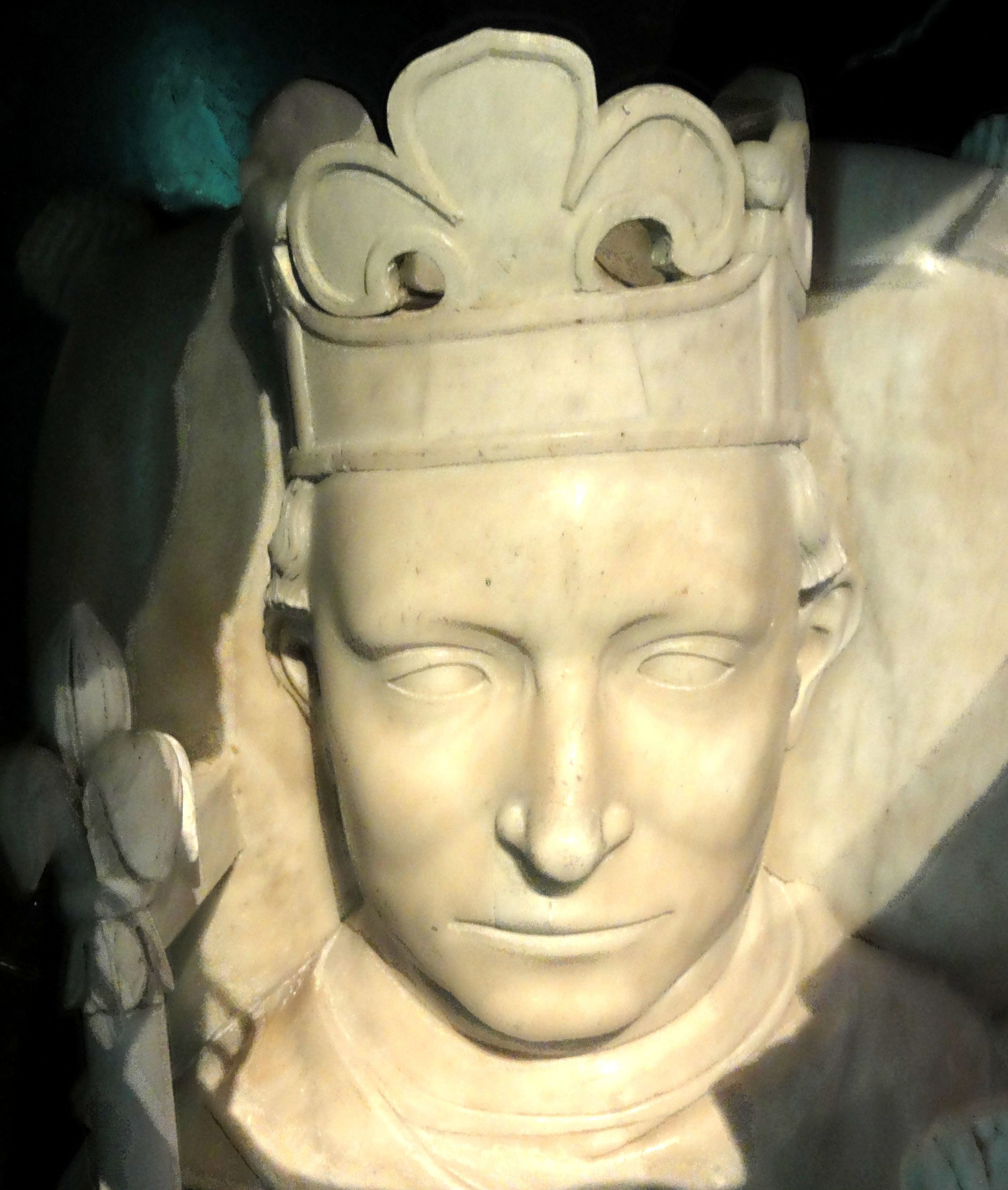
Gisant de Charles VI,
nécropole royale de la basilique de Saint-Denis.

Les désordres de la guerre civile permettent à la guerre de Cent Ans de reprendre. Henri V, roi d'Angleterre, profitant de ces troubles, arme contre la France : il remporte la bataille d'Azincourt en 1415 et s'empare de la Normandie. En 1419, le conflit entre Armagnacs et Bourguignons conduit à l'assassinat de Jean sans Peur. Les Bourguignons s'allient alors avec les Anglais. Cette alliance conduit au traité de Troyes (1420) signé avec le jeune duc de Bourgogne, Philippe le Bon, qui avait à venger le meurtre de son père et avec la reine Isabeau elle-même. Le traité prévoit que Charles VI devra marier sa fille Catherine à Henri V d'Angleterre, que leur fils éventuel sera roi de France, et que le dauphin Charles, qui a fait assassiner Jean sans Peur, sera déchu de ses droits à la couronne. Charles VI conserve le titre de roi jusqu'à sa mort. 
L'emprise des Anglais sur le royaume n'est cependant pas totale. Les Armagnacs n'acceptent pas le traité : le futur Charles VII garde des soutiens et gouverne en qualité de régent les territoires au sud de la Loire.

### Mort
Charles VI meurt le 21 octobre 1422 en l'hôtel Saint-Pol à Paris, après plus de 40 ans de règne, à l'âge de 53 ans. Selon le traité de Troyes, son successeur devait être Henri VI d'Angleterre, fils d'Henri V, mais de nombreux sujets français estiment le traité invalide, arguant que le roi l'avait signé sous l'emprise de la folie. En outre, la couronne de France n'appartenant pas au roi, celui-ci ne peut en disposer.
Charles VI est inhumé dans la basilique Saint-Denis, où il sera rejoint ultérieurement par Isabeau de Bavière.

## Dans les arts et la culture populaire

### Filmographie

#### Cinéma
- 1944 : Henry V de et avec Laurence Olivier. Rôle joué par Harcourt Williams.
- 1966 : Henry V de Lorne Freed et Michael Langham. Rôle joué par Jean Gascon.
- 1989 : Henry V de et avec Kenneth Branagh. Rôle joué par Paul Scofield.
- 2007 : Henry V de Peter Babakitis.
- 2019 : Le Roi (The King) de David Michôd. Rôle joué par Thibault de Montalembert.
- 2021 : Le dernier duel de Ridley Scott,  joué par Alex Lawther.

### Musique

#### Opéra
- 1843 : Charles VI en cinq actes et sept tableaux de Fromental Halévy sur un livret de Germain et Casimir Delavigne

## Mariage et descendance

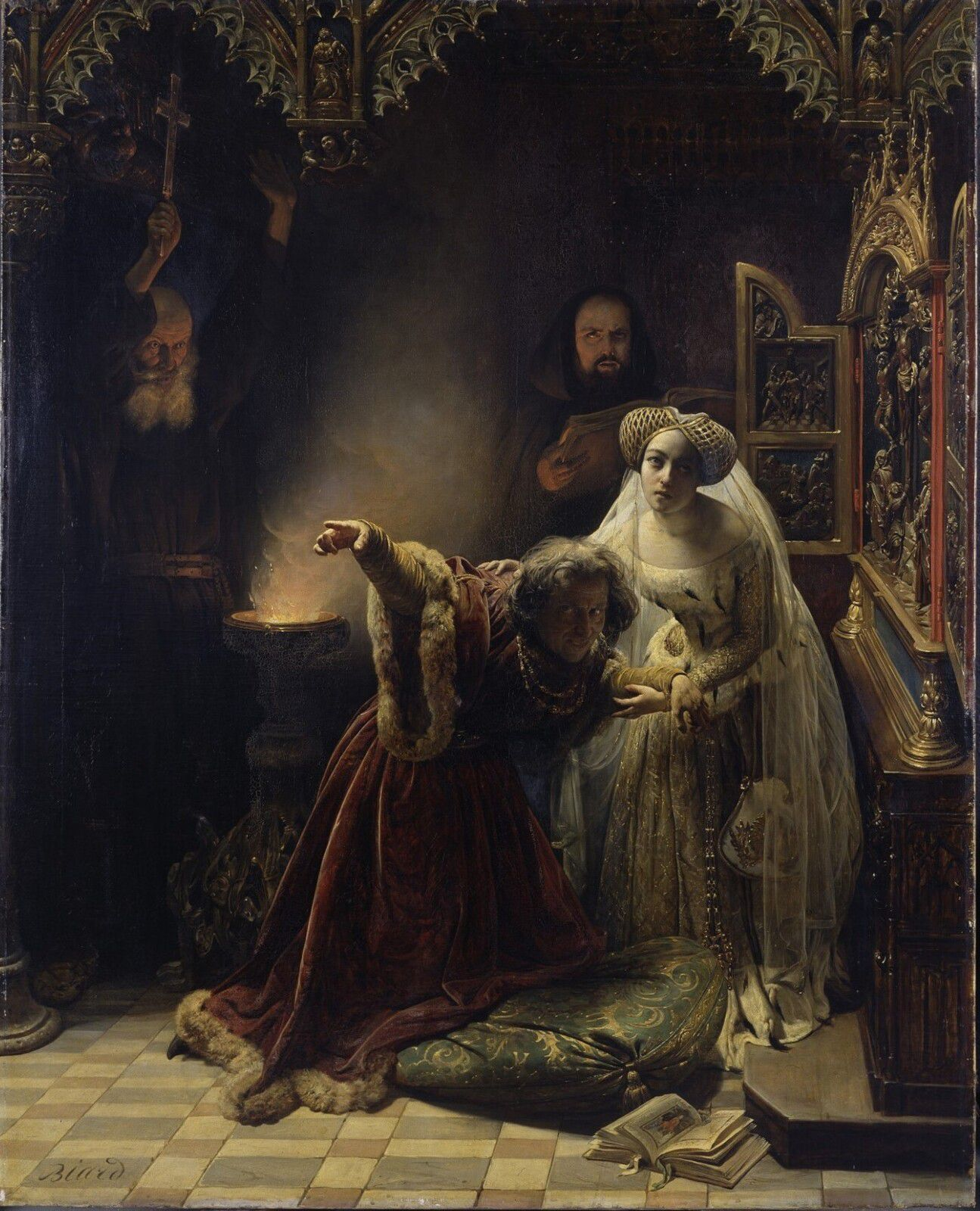
L'Exorcisme de la folie de Charles VI.
Huile sur toile de François-Auguste Biard, 1839.

Il se marie à Amiens avec Isabeau de Bavière le 17 juillet 1385.
Ils ont douze enfants :
1. Charles (né et mort en 1386), sans postérité ;
2. Jeanne de France (1388-1390), abbesse de l'abbaye de Maubuisson, sans postérité ;
3. Isabelle (1389-1409), mariée d'abord en 1396 au roi Richard II d'Angleterre, puis en 1407 au duc Charles Ier d'Orléans, de qui elle a une fille : Jeanne d'Orléans, épouse Jean II, duc d'Alençon, sans postérité ;
4. Jeanne (1391-1433), mariée en 1396 à Jean V, duc de Bretagne, et postérité ;
5. Charles (1392-1401), premier dauphin, duc de Guyenne, sans postérité ;
6. Marie de Valois (1393-1438), abbesse à Poissy, sans postérité ;
7. Michelle de Valois (1395-1422), mariée en 1409 à Philippe III le Bon, duc de Bourgogne, d'où une fille morte jeune, et postérité éteinte ;
8. Louis de Guyenne (1397-1415), second dauphin, duc de Guyenne, marié en 1404 à Marguerite de Bourgogne, sans postérité ;
9. Jean (1398-1417), troisième dauphin, duc de Touraine,  marié en 1415 à Jacqueline de Bavière, sans postérité ;
10. Catherine de Valois (1401-1437), reine d'Angleterre par son mariage en 1420 avec Henri V d'Angleterre, et qui épouse secrètement entre 1425 et 1428 Owen Tudor, avec postérité des deux unions ;
11. Charles VII (1403-1461), roi de France, épouse en 1422 Marie d'Anjou, et postérité à nos jours ;
12. Philippe de France (1407), sans postérité.

Odette de Champdivers (Odinette), sa maîtresse, lui donna une fille qui fut légitimée, Marguerite de Valois, connue sous le nom de demoiselle de Belleville.

#### Sources primaires imprimées
- Jean Froissart - Chroniques est une source essentielle pour les années antérieures à 1400.
- Jean II Jouvenel des Ursins, Histoire de Charles VI. Roy de France, et des choses mémorable advanues durant quarante-deux années de son règne depuis 1380 jusqu'en 1422 (vers 1430).
- Chronique du religieux de Saint-Denys, contenant le règne de Charles VI de 1380 à 1422, publiée en latin pour la première fois et traduite par M. Louis-François Bellaguet, précédée d'une introduction de M. de Barante, Collection des documents inédits sur l'histoire de France, Paris, chez Crapelet, 1839-1852, t. 1, t. 2, t. 3, t. 4, t. 5, t. 6.

#### Biographies
- Françoise Autrand, Charles VI : la folie du roi, Paris, Fayard, 1986, 647 p. (ISBN 978-2-213-01703-7, présentation en ligne), [présentation en ligne].

#### Thématiques
- Françoise Autrand, « Offices et officiers royaux en France sous Charles VI », Revue historique, t. 242,‎ 1969, p. 285-338 (lire en ligne)
- Jean-Patrice Boudet, « La chronique attribuée à Jean Juvénal des Ursins, la folie de Charles VI et la légende noire du roi Salomon », dans Anne-Hélène Allirot, Murielle Gaude-Ferragu, Gilles Lecuppre, Élodie Lequain, Lydwine Scordia, Julien Véronèse, Priscille Aladjidi, Alexandre Bande, Alexis Charansonnet, Nicolas Civel, Laurent Hablot, Damien Jeanne, Sandrine Lerou, Xavier Masson et Marie-Laure Surget, Une histoire pour un royaume, XIIe – XVe siècle : actes du Colloque Corpus regni, organisé en hommage à Colette Beaune, Paris, Perrin, 2010, 588 p. (ISBN 978-2-262-02946-3), p. 299-309.
- Claude Gauvard, « Le roi de France et l'opinion publique à l'époque de Charles VI », dans Culture et idéologie dans la genèse de l'État moderne. Actes de la table ronde de Rome (15-17 octobre 1984), Publications de l'École française de Rome, 1985, p. 353-366, [lire en ligne].
- (en) Richard C. Famiglietti, Royal Intrigue : Crisis at the Court of Charles VI, 1392–1420, New York, AMS Press, coll. « AMS Studies in the Middle Ages » (no 9), 1986, XIX-363 p. (ISBN 0-404-61439-6, présentation en ligne), [présentation en ligne].
- Bernard Guenée, Un meurtre, une société : l'assassinat du duc d'Orléans, 23 novembre 1407, Paris, Gallimard, coll. « Bibliothèque des histoires », 1992, 350 p. (ISBN 2-07-072577-4, présentation en ligne).
- Bernard Guenée, Un roi et son historien : vingt études sur le règne de Charles VI et la Chronique du religieux de Saint-Denis, Paris, Institut de France / diffusion de Boccard, coll. « Mémoires de l'Académie des inscriptions et belles-lettres. Nouvelle série » (no 18), 1999, 538 p. (ISBN 2-87754-102-9, présentation en ligne), [présentation en ligne].
- Bernard Guenée, « Le voyage de Bourges (1412). Un exemple des conséquences de la folie de Charles VI », Comptes rendus de l'Académie des inscriptions et belles-lettres, no 2,‎ 1996, p. 785-800 (lire en ligne).
- Bernard Guenée, « Le vœu de Charles VI. Essai sur la dévotion des rois de France aux XIIIe et XIVe siècles », Journal des savants, no 1,‎ 1996, p. 67-135 (lire en ligne).
- Bernard Guenée, « Le portrait de Charles VI dans la Chronique du religieux de Saint-Denis », Journal des savants, no 1,‎ 1997, p. 125-165 (lire en ligne).
- Bernard Guenée, « Fous du roi et roi fou. Quelle place eurent les fous à la cour de Charles VI ? », Comptes rendus de l'Académie des inscriptions et belles-lettres, no 2,‎ 2002, p. 649-666 (lire en ligne).
- Bernard Guenée, La folie de Charles VI : roi Bien-Aimé, Paris, Perrin, coll. « Pour l'histoire », 2004, 317 p. (ISBN 2-262-01994-0).
- Philippe Maupeu, « Portrait de Charles VI en Nabuchodonosor : positionnements rhétoriques dans les Dialogues de Pierre Salmon et Charles VI », Le Moyen Âge, t. CXVI « Le Prince en son « miroir ». Littérature et politique sous les premiers Valois »,‎ 2010, p. 657-678 (lire en ligne).
- Henri Moranvillé, « Relations de Charles VI avec l'Allemagne en 1400 », Bibliothèque de l'École des chartes, t. 47,‎ 1886, p. 489-511 (lire en ligne)
- (en) Guilhem Pépin, « The French Offensives of 1404–1407 against Anglo-Gascon Aquitaine », Journal of Medieval Military History, Boydell & Brewer, vol. 9,‎ 2011, p. 1-40 (lire en ligne).
- Cédric Quertier et David Sassu-Normand, « Entretien avec Françoise Autrand et Bernard Guenée, à propos de la folie du roi Charles VI », Tracés, no 6,‎ 2004 (lire en ligne).
- Maurice Rey, Le Domaine du Roi et les finances extraordinaires sous Charles VI, 1388-1413. — Les Finances royales sous Charles VI, les causes du déficit, 1388-1413, Paris, S.V.E.P.E.N., Bibliothèque générale de l'école pratique des hautes études, VIe section, 1965, 2 vol. in-8o de 448 et 686 p., [compte rendu de Charles-Edmond Perrin en ligne], [compte rendu de Jean Favier en ligne], [compte rendu de Barthélemy-Amédée Pocquet du Haut-Jussé en ligne], [compte rendu en ligne], [compte rendu en ligne].
- Brigitte Rou, « Charles V et Charles VI en miroir(s) », Le Moyen Âge, t. CXVI « Le Prince en son « miroir ». Littérature et politique sous les premiers Valois »,‎ 2010, p. 679-695 (lire en ligne).
- Mireille Vincent-Cassy, « Les péchés de la cour de Charles VI », dans Murielle Gaude-Ferragu, Bruno Laurioux et Jacques Paviot (dir.), La cour du prince : cour de France, cours d'Europe, XIIe – XVe siècle, Paris, Honoré Champion, coll. « Études d'histoire médiévale » (no 13), 2011, 658 p. (ISBN 978-2-7453-2244-9, présentation en ligne), p. 339-358.

#### Sur l'époque
- Jean Favier, La guerre de Cent Ans, Fayard, 1980, 678 p. (ISBN 2-213-00898-1, présentation en ligne).
- Bertrand Schnerb, L'État bourguignon : 1363-1477, Paris, Perrin, coll. « Tempus » (no 105), 2005, 474 p., poche (ISBN 2-262-02360-3).
- Bruno Ramirez de Palacios, Charles dit le Mauvais : Roi de Navarre, comte d'Évreux, prétendant au trône de France, Le Chesnay, Bruno Ramirez de Palacios, janvier 2015, 530 p. (ISBN 978-2-9540585-2-8).